# Querelles dynastiques françaises
Cet article concerne les prétendants reconnus. Pour les prétendants survivantistes descendant de Karl-Wilhelm Naundorff, voir famille Naundorff. Pour les autres significations, voir Querelles dynastiques françaises (homonymie).

Armoiries du Royaume de France.

Par querelles dynastiques françaises on entend un ensemble de différends, à travers l’histoire de France, portant sur la personne qui doit hériter de la couronne royale ou impériale.
On en relève au moins quatre : 
- la guerre de Cent Ans, qui a pour origine une querelle dynastique ;
- la période 1589-1594, marquée par le refus de voir le protestant Henri III de Navarre (Henri IV) monter sur le trône ;
- la compétition qui sévit depuis 1830 entre la branche aînée des capétiens, les Bourbons et la branche cadette, les Orléans ;
- le bonapartisme, qui prône un rétablissement du trône impérial par le peuple[1].

À l’heure actuelle, trois groupes principaux revendiquent le trône :
- la branche aînée des capétiens, la Maison de Bourbon, dirigée par le prince Louis de Bourbon, duc d’Anjou ;
- une des branches cadettes des capétiens, la maison d'Orléans, dirigée par le prince Jean d'Orléans, comte de Paris ;
- la Maison Bonaparte, avec le prince Jean-Christophe Napoléon.

## Le trône des Valois
Les deux premières querelles dynastiques françaises sont liées à l’avènement, en 1328, de la maison de Valois sur le trône de France, d'une part, et par la suite à son héritage en 1589, après son extinction dans les mâles légitimes.
Pour les causes dynastiques de la guerre de Cent Ans, on se reportera au paragraphe détaillé sur la question. On retiendra que, bien que la dynastie de Valois ait régné en France dès 1328, la querelle liée à cette succession ne s'est éteinte qu’en 1453. Le problème de la succession de Navarre, qui lui était lié, n’a été réglé que peu d’années après, et c’est l’héritier de ce trône qui devait hériter de la Couronne de France en 1589. À noter toutefois l’épisode des années 1420-1801 où, selon le traité de Troyes, les rois d’Angleterre puis de Grande-Bretagne et du Royaume-Uni se sont considérés comme héritiers légitimes du fait d’un acte légal.

## La querelle des Bourbons et des Orléans

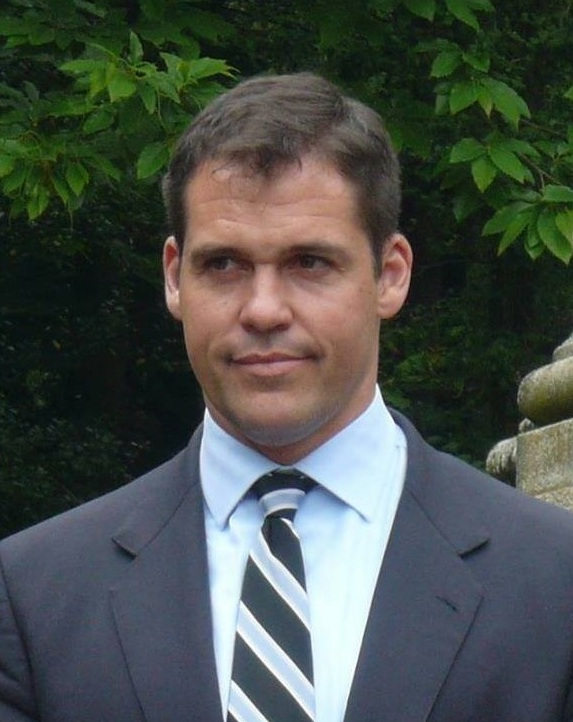
Louis Alphonse, duc d'Anjou, chef de la Maison de Bourbon.

La querelle dynastique actuelle concerne quant à elle la dévolution de la Couronne entre les deux principales branches de la dynastie de Bourbon, les Bourbons et les Orléans.
- La branche aînée des Bourbons descend de Louis XIV par le duc d’Anjou, petit-fils de France, devenu Philippe V, roi d'Espagne.
- La branche cadette des Orléans descend de Louis XIII par Philippe de France, fils de France, duc d’Orléans, frère cadet de Louis XIV.

En 1795, Louis XVII meurt et la prétendance puis la Couronne passent à ses oncles, frères de Louis XVI, Louis XVIII d’abord puis, celui-ci étant mort sans enfants, son frère Charles X.
En 1830, le duc d’Orléans, Louis-Philippe, devient roi des Français après les Trois Glorieuses, tandis que part en exil son cousin Charles X. Autour du monarque déchu et de ses successeurs prétendants se crée le mouvement du légitimisme, prônant le retour du monarque qu'il considère comme légitime. A contrario, les soutiens de Louis-Philippe forment l’orléanisme, qui deviendra ensuite l'un des grands partis français à la Chambre des députés.
La descendance mâle de Charles X s’éteint dans un contexte républicain en 1883, avec la mort de son petit-fils, Henri d’Artois, duc de Bordeaux, petit-fils de France, qui avait pris le titre de courtoisie de comte de Chambord. Avec lui s'éteint par la même occasion toute la descendance mâle de Louis XV, partageant le sort des deux autres branches mâles (Louis XVII et Louis XVIII) issues de son seul fils légitime Louis de France.
Depuis, deux écoles royalistes s'affrontent, toujours dans un contexte républicain : 
- La légitimiste, soutenant l'aîné des capétiens et descendants de la branche aîné de la Maison de Bourbon comme héritiers légitimes du trône, aujourd'hui ceux issus du rameau espagnol, dont l'actuel représentant est Louis de Bourbon, duc d’Anjou.
- L'orléaniste, soutenant les aînés des descendants de la branche cadette de la maison d'Orléans, dont le représentant est Jean d'Orléans, duc de Vendôme puis comte de Paris. Il ne s’agit pas de l’orléanisme politique connu au XIXe siècle[2] puisque cette branche se considère, elle aussi, comme légitime au sens des lois fondamentales.

La querelle repose donc, d'une part, sur l’interprétation des lois fondamentales et la circonstance que les Bourbons, aînés des Capétiens légitimes, sont devenus espagnols au XVIIIe siècle (avant, pour le rameau aîné, mais aussi notamment pour certains rameaux des Bourbons dits de Parme, de redevenir français au XXe siècle), alors que les Orléans sont les aînés des Capétiens légitimes demeurés continûment français ; de l'autre, sur la question de la validité de la renonciation (pour lui-même et sa descendance) de l'ancêtre (Philippe V) des actuels Bourbons, en vue des Traités d'Utrecht (1713), à ses droits sur le trône de France, et de la conformité de ladite renonciation aux lois fondamentales.
En synthèse, les légitimistes arguent que les lois fondamentales du royaume désignent l'aîné des Capétiens comme successeur légitime des rois de France et que la couronne devrait donc revenir à l'aîné des descendants du roi d'Espagne Philippe V de France, petit-fils de Louis XIV (tandis que Louis-Philippe Ier descend de Philippe d'Orléans, frère du Roi-Soleil). Les orléanistes rappellent cependant que Philippe de France a renoncé à son droit au trône de France pour lui-même et ses descendants dans le cadre du traité d'Utrecht de 1713 et considèrent que ceux-ci ont perdu leur nationalité française en régnant et résidant en Espagne, ce qui les exclurait de l'ordre de succession au trône en raison d'un « vice de pérégrinité » mis en exergue par un arrêt du Parlement de Paris (arrêt Lemaistre) selon lequel un prince étranger ne peut pas régner sur le royaume de France. Les légitimistes contestent cette analyse, arguant que les lois fondamentales du royaume ne permettent pas au roi de renoncer à son droit au trône pour lui-même ou sa descendance, la couronne étant indisponible. En outre, ils considèrent que les descendants de Philippe de France sont Français par le sang (Louis de Bourbon est d'ailleurs de nationalité française) et que l’interprétation de l’arrêt Lemaistre par les orléanistes est erronée car la notion de nationalité a évolué au cours du temps. En effet, l'arrêt Lemaistre viserait selon eux à rappeler que la couronne de France ne peut pas revenir à une personne dont le sang est étranger à la famille royale française. Dans ce cadre, la notion de prince étranger désigne des membres de familles nobles honorées de ce titre par le roi, étrangères à la famille royale, mais pouvant être de nationalité française. Il peut aussi être observé qu'au cours de l'histoire de France, plusieurs souverains de pays étranger sont venus régner en France, ce qui contredit l'argumentaire orléaniste (François II était roi d'Écosse, Henri III roi de Pologne, Louis X et Henri IV rois de Navarre, Louis VIII, roi d'Angleterre ou Charles III le Gros, déjà empereur d'Occident, roi de Germanie et roi d'Italie lorsqu'il fut élu roi des Francs).
- Louis XIII
  -  Louis XIV
    - Louis de France
      - Louis de France
        -  Louis XV
          - Louis de France
            -  Louis XVI
              -  Louis XVII

            -  Louis XVIII
            -  Charles X
              -  Louis XIX
              - Charles-Ferdinand d'Artois
                -  Henri V

      - Philippe V d'Espagne
        - Charles III d'Espagne
          - Charles IV d'Espagne
            - Charles de Bourbon
              -  Jean III
                -  Charles XI
                  -  Jacques Ier

                -  Charles XII

            - François de Paule de Bourbon
              - François d'Assise de Bourbon
                - Alphonse XII d’Espagne
                  -  Alphonse Ier
                    -  Henri VI
                      -  Alphonse II
                        -  Louis XX

  - Philippe Ier d'Orléans
    - Philippe II d'Orléans
      - Louis d'Orléans
        - Louis-Philippe d'Orléans
          - Louis-Philippe Joseph d'Orléans
            -  Louis-Philippe Ier
              -  Ferdinand-Philippe d'Orléans
                -  Louis-Philippe II puis Philippe VII
                  -  Philippe VIII

                - Robert d'Orléans
                  -  Jean III
                    -  Henri VI
                      -  Henri VII
                        -  Jean IV

### Les lois fondamentales du royaume de France
Les lois fondamentales du royaume de France constituent un ensemble de règles coutumières, non écrites, observées au cours de l'Histoire de France depuis l'avènement de Hugues Capet. Ces lois, à caractère constitutionnel, s’imposaient à tous, même au roi, qui ne pouvait ni les ignorer, ni les modifier puisque c’est d’elles qu’il tenait la Couronne. À l’origine de la monarchie française, elles sont l’assise de tout droit au trône de France. Elles se sont développées au cours des premiers siècles de la monarchie capétienne et ont parfois été reprises dans d’autres pays liés à cette dynastie. Les principales sont :

#### L’hérédité et la primogéniture
On hérite de la couronne. Ce principe, déjà présent chez les Mérovingiens et chez les Carolingiens, a été assuré aux débuts de la dynastie capétienne par le sacre des héritiers du vivant de leur père.
L’héritier de la couronne est l'aîné. Chez les Mérovingiens et Carolingiens prévalait le partage du royaume en plusieurs parts, ce à quoi mirent fin les Capétiens. Dévolue au fils aîné puis (à défaut), à partir de 1316, à l'oncle ou au frère cadet, la couronne passe ensuite au plus proche cousin agnatique à partir de 1328. Les cadets n’ont droit, eux, qu’à des apanages pour assurer le rang princier de leur descendance mâle légitime. Afin d’éviter un système électif et ne pouvant s’appuyer sur les principes d’hérédité et de primogéniture, Hugues Capet et ses successeurs prirent la précaution de faire sacrer leur fils de leur vivant, de sorte qu’à la mort d’un roi, il y avait déjà un autre roi sacré, rendant une élection inutile. Philippe Auguste est le premier des capétiens à ne pas faire sacrer son fils aîné de son vivant, mais le désigne dans son testament comme devant lui succéder. Comme ce testament n’a pas été attaqué, il a été par la suite admis que le royaume de France constituait le patrimoine des rois de France ; et les principes d’hérédité et de primogéniture furent à nouveau affirmés.
Il faut cependant remarquer que l’hérédité et la primogéniture n’ont pas toujours été de règle avant l’avènement des Capétiens : 
- à la mort de Carloman II, en 884, son héritier, le futur Charles le Simple n’était âgé que de cinq ans. Afin d’assurer la défense du royaume, attaqué de toute part par les Vikings, les grands du royaume ont donné la Couronne à un cousin carolingien, Charles le Gros ;
- à la mort de ce dernier, quatre ans plus tard, la Couronne est donnée à un noble non carolingien, le robertien Eudes. Ses successeurs ont ensuite été désignés par les grands du royaume jusqu’en 987 et l’élection de Hugues Capet.

#### La masculinité et l'exclusion des femmes et de leur descendance
Les filles sont écartées de la succession. Cette loi a pour raison première d'empêcher que, constituant la dot d'une princesse, le royaume ne puisse passer dans les mains de princes étrangers. Claude de Seyssel, juriste, théologien et diplomate au service de Louis XII, indique ainsi que : « tombant en ligne féminine, [la succession au Trône] peut venir en pouvoir d’homme d’étrange nation, qui est chose pernicieuse et dangereuse : pourtant que celui qui vient d'étrange nation, qui est d'autre nourriture et condition, et a aultres mœurs, autre langage et autre façon de vuire, que ceux du païs qu'il veut dominer ». Au début du XVIIe siècle, Jacques-Auguste de Thou, premier président du Parlement de Paris, grand-maître de la bibliothèque et historien du roi (et ami de Jean Bodin), écrit, quant à lui, que « les Français excluent les femmes et leur postérité au trône de France, afin de ne pas être assujettis par leurs mariages, à la domination des princes étrangers ». En 1769, dans les notes historiques de son Siège de Calais, Pierre Laurent Buirette de Belloy parle en ces termes de l'exclusion d'Édouard III d'Angleterre, qui est étranger : « Édouard reconnaissait la Loi Salique [...]. Mais [il] soutenait que la Loi Salique n'excluait les filles que par la faiblesse de leur Sexe ; et qu'ainsi les Mâles descendus des Filles n'étaient point dans le cas de l'exclusion. C'est à quoi l'on répondait avec avantage que la faiblesse du Sexe n'avait jamais été le fondement de la Loi [...]. On prouvait, avec la même évidence, que l'objet de la Loi Salique avait été d'écarter de la Couronne tout Prince Etranger ; puisque la Nation n'en avait jamais souffert sur le Thrône depuis la fondation de la Monarchie ». Et, en 1834, le comte de Ségur, dans son Histoire de France , martelle que, « si en France on s'était décidé à exclure les femmes, ce n'était point qu'on les jugeât incapables de régner ; mais le vrai motif était la crainte de voir le sceptre tomber dans les mains d'un prince étranger ». Toutefois, avant même la « redécouverte » de la loi salique, la fille de Louis X fut, la première, exclue en 1316 (après la mort de son demi-frère, le roi Jean Ier), forcée de renoncer à ses droits — on la tenait pour bâtarde —, et on ne lui laissa la Navarre, qui lui revenait de droit (les princesses pouvant y hériter la couronne), qu'en 1328 (après la mort de son dernier oncle).
La loi salique est une réinterprétation d’une loi civile très ancienne des Francs saliens, rafraîchie au VIIIe siècle par les Carolingiens sous le nom de lex salica carolina. Ce sont ces manuscrits que les experts des XIVe et XVe siècles consultent pour transformer la loi, outil juridique, en un instrument idéologique destiné à exalter la nation franque et la lignée de ses rois. Le chroniqueur Richard Lescot la redécouvre en 1358 dans la bibliothèque de Saint-Denis ; elle sera utilisée pour justifier a posteriori l'exclusion des femmes de la succession au trône de France. Cet adage en est tiré : Le royaume de France ne saurait tomber de lance en quenouille (la lance étant un attribut masculin, et la quenouille un attribut féminin). La loi salique se combine avec l'adage latin Nemo plus iuris ad alium transferre potest quam ipse habet, ce « principe de droit commun [selon lequel] personne ne peut transporter à autrui un droit qu'il n'a point », applicable à la « succession au Trône », dit Jean-Aimar Piganiol de La Force, conseiller du roi et écrivain. Le premier adage justifie l'exclusion des filles de Philippe V le Long, en 1322 (dont aucune n'épousa un prince étranger). Le second principe, qu'en 1328, Philippe de Bourgogne, petit-fils de Philippe V, n'ait pu succéder à son grand-oncle Charles IV parce qu'il ne pouvait tenir de droits d'une femme (sa mère, Jeanne de France, fille aînée de Philippe V), même si son père, le duc Eudes IV de Bourgogne, était un Capétien (d'une branche cadette descendant d'un frère du roi Henri Ier). Près d'un siècle plus tard, en 1419, le roi d'Angleterre Henri V, à la fin de la guerre de Cent Ans, voulut placer son fils Henri VI sur le trône de France, en écartant Charles VII ; ses prétentions s'appuyaient sur le fait que la mère de son fils était Catherine de France, fille de Charles VI de France. Cependant, étant une femme, Catherine ne pouvait transmettre des droits à la succession à la Couronne qu'elle ne possédait pas ; et de surcroît, elle avait un frère, le dauphin.
D'autres explications furent avancées par la suite : d'une part, les fonctions de prêtre imposées par le sacre (Pierre Jouvenel des Ursins écrit que : « Roi de France consacré est personne ecclésiastique », mais aussi : « C'est office viril que d'être roi de France ») ; d'autre part, les guerres que devaient mener le roi contre ses vassaux rebelles.
Lors des États généraux de 1593, la candidature d'Isabelle, fille de Philippe II d'Espagne, est repoussée au nom du principe de masculinité, notamment, permettant à Henri IV de s'imposer : l'arrêt Lemaistre du parlement de Paris en date du 28 juin 1593 « annulle tous traités faits ou à faire qui appelleraient au trône de France un prince ou une princesse étrangère, comme contraire à la loi salique et autres lois fondamentales de l'état ».
En cas d’absence de fils mâle, la Couronne revient au plus proche parent mâle du roi. De telles successions se reproduisent tout au long de l'Ancien Régime : ainsi en 1498, 1515 ou en 1574. Elles ne connaissent aucune limite quant au degré de parenté : le roi Henri III de Navarre (fils de la reine Jeanne III de Navarre et d'Antoine de Bourbon, et futur roi Henri IV de France), descendant de saint Louis en ligne masculine directe, succède au roi Henri III de France, son cousin au 21e degré selon le principe de la collatéralité masculine ; il ne parviendra néanmoins à se faire reconnaître comme souverain qu'une fois revenu au catholicisme.

#### La continuité ou instantanéité de la Couronne
« Le roi est mort ; vive le roi ! » : dès que le roi meurt, son successeur est aussitôt souverain, car « le roi (l’État) ne meurt jamais ».

#### La catholicité
Le roi de France étant sacré selon des rites catholiques, la catholicité est intrinsèque à la Couronne de France. Si cette règle sembla longtemps évidente, dans un pays qui a vu la conversion du premier roi barbare - Clovis - au catholicisme, c’est le problème de la succession de Henri III, pendant les guerres de religion (1562-1598), qui la fait formuler clairement. Le 15 juillet 1588, le roi signe à Rouen l'édit d'union, par lequel il fait sa paix avec la Ligue en s'engageant à combattre les protestants et en excluant tout protestant de la succession au trône de France. En effet, deux parents éloignés peuvent alors prétendre à sa succession : Henri de Navarre qui satisfait à l'ensemble des règles, mais appartient à la religion réformée, et le cardinal Charles de Bourbon, son oncle. Après l'assassinat d'Henri III en 1589 et la mort du cardinal de Bourbon, désigné roi par les ligueurs sous le nom de Charles X, en 1590, le duc de Mayenne convoque les États généraux en décembre 1592 afin de désigner un successeur. Toutefois, devant les remous suscités par l'hypothèse de l'accession au trône d'Isabelle-Claire-Eugénie d'Autriche, les délégués des États rencontrent le 29 avril 1593 Henri IV, avec lequel ils signent la trêve. L'arrêt du président du Parlement de Paris Lemaistre ayant mis la catholicité sur le même plan que les autres lois fondamentales, le 28 juin, Henri IV décide d'abjurer le calvinisme le 25 juillet, ce qui lui permet d'être sacré à Chartres le 27 février 1594.

#### L’indisponibilité de la Couronne et la controverse sur la capacité à y renoncer
La Couronne n’est pas la propriété personnelle du roi, qui ne peut en disposer à sa guise. L’héritier du trône étant désigné selon les lois fondamentales du royaume, le roi ne peut modifier l'ordre de succession. Ce principe a été mis en exergue par Jean de Terrevermeille dès 1419 dans son ouvrage Contra rebelles suorum regum. Ainsi Charles VI ne pouvait déshériter son fils Charles VII du trône de France au bénéfice du roi d'Angleterre Henri V, par le traité de Troyes signé avec ce souverain (devenu son gendre).
De même, Louis XIV, qui avait décidé par testament que ses deux fils adultérins légitimés, le duc du Maine et le comte de Toulouse, pourraient être incorporés à la succession au trône au cas où il n’y aurait plus de successibles, n'en avait pas le droit au regard des lois fondamentales. Le courtisan, mémorialiste et membre du Parlement Saint-Simon a cru, dans ses Réflexions sur l'édit du mois de juillet 1714, qu' « Être appelé à la couronne au défaut des successeurs légitimes est un droit qui se peut concéder. Les lois permettent à un père de famille de disposer dans les siècles à venir ; il est juste que l’État puisse, par des motifs de bien public, ce que peuvent les personnes privées ». Cependant le testament du souverain fut cassé par le Parlement de Paris.
Par ailleurs, le Parlement de Paris — gardien des lois fondamentales selon Hugues Trousset (avocat d'Henri d'Orléans) ou encore selon le juge Poulon — a émis des réserves quant à l'enregistrement d'un acte d'abdication en 1525 de François Ier alors en captivité à Pavie, en faveur de son fils aîné ; mais le traité de Madrid de 1526 avait rendu cette renonciation inutile.
La renonciation au trône de Philippe V pour lui et sa descendance (préalable aux traités d'Utrecht) fut admise par son grand-père Louis XIV dans des lettres patentes enregistrées par le même parlement. Néanmoins,sur la question de la capacité d'un prince à renoncer à ses droits ou d'un roi de France à abdiquer, Juvenal des Ursins avait écrit que le roi « n’a qu’une manière d’administration et usage [de la couronne] pour en jouir sa vie durant » ; il ne peut donc « ni aliéner ou bailler le royaume en autre main..... et quand il a un fils, ne lui peut le roi son père ni autre abdiquer ou ôter ce droit, voire même s'il le voulait et consentait ».
Guy Augé, docteur en droit, fait également remarquer que « Philippe V avait d’autant moins de droit de toucher à la Couronne de France qu’il n’en était pas titulaire » et « en violant le principe de l’indisponibilité de la Couronne, le roi outrepassait ses pouvoirs ». Il considère par ailleurs que le roi « ne peut pas davantage écarter l’héritier nécessaire que l’hérédité désigné ; ainsi Charles VI ne peut-il faire prévaloir le « honteux traité de Troyes » de 1420, qui prétendait exhéréder le Dauphin, futur Charles VII.
Le roi ne peut pas non plus contraindre un prince du sang à renoncer à ses droits, ni un prince du sang renoncer de son propre mouvement, sous quelque prétexte que ce soit. C’est pourquoi toutes les renonciations passées au traité d’Utrecht en 1713 sont nulles, et ont toujours été considérées comme telles par nos ancêtres, de même, du reste, que sont nulles les renonciations de Philippe Égalité, Duc d’Orléans, sous la Révolution.
Ajoutons pour mémoire que le roi n’a pas, non plus, inversement, la capacité d’habiliter à régner des personnes que la Loi fondamentale n’appelle pas au trône : « on naît prince du sang, on ne le devient pas », et le monarque, fut-il Louis XIV, est « dans l’heureuse impuissance » de violer cette règle ».
Les orléanistes aiment à souligner que Pierre Laurent Buirette de Belloy a indiqué, dans les notes historiques de sa tragédie le Siège de Calais, que « ce ne fut que par le Traité de Brétigny qu’Édouard renonça enfin à la Couronne de France » . Et l'avocat et historien Gabriel-Henri Gaillard relève que, « suivant l'article 12 du traité de Brétigny, [...] le Roi d'Angleterre de son côté devait renoncer à la Couronne de France ». Selon Patrick Germain, théoricien orléaniste du XXIe siècle, une dynaste — la fille de Louis X (demi-sœur de Jean Ier) — a pu valablement renoncer à ses droits ; mais celle-ci n'a de fait renoncé qu'à des prétentions : suivant l'historien médiéviste et archiviste Jules Viard, l'assemblée réunie en février 1317 pour résoudre la succession du roi Jean Ier, avait « posé en principe que les femmes n'avaient pas le droit de succéder à la couronne » (Tunc etiam declaratum fuit quod ad coronam regni Franciæ, mulier non succedit) — même si la loi salique n'était pas encore invoquée à ce moment-là. Patrick Germain, de son côté, avance l'argumentation suivante : « Tout tourne autour de la question de savoir si la renonciation au trône de France du petit-fils de Louis XIV, Philippe V d’Espagne, était valide ou non. La question principale est de savoir si l’on peut renoncer de son propre chef à la couronne en France ou pas. En regardant l’histoire, il semble que oui. En effet, en 1316, Jeanne de France, fille de Louis X et de Marguerite de Bourgogne, a été contrainte par ses oncles, Philippe V puis Charles IV en 1322, puis par son cousin Philippe VI de Valois en 1328 à renoncer à ses droits alors qu’elle était l’héritière la plus directe de Louis X. La grand-mère de Jeanne, Agnès de France [...] s’opposa à cette renonciation, tout autant que l’Église. Cette renonciation n’a rien à voir avec une quelconque application de la loi dite Loi salique, c’est une décision d’opportunité. Cette loi ne sera en effet « exhumée » qu’en 1358 par un moine de Saint-Denis nommé Richard Lescot et ne sera codifiée qu’en 1460, sous Charles VII sous le nom de « La loi salique, première loi des François, faite par le roi Pharamond, premier Roy de France ». (...) Il existe donc un précédent historique qui démontre que la renonciation est donc possible ». Dans un texte de 1895 titré Comment les femmes ont été exclues, en France, de la succession à la couronne, l'historien et archiviste Paul Viollet précisait les circonstances de cette renonciation de la demi-sœur de Jean Ier, postérieurement à son exclusion du trône de France après l'avènement et le sacre de son oncle Philippe V : « Le 27 mars 1318 (n. s.), un nouveau traité fut conclu à Paris entre Philippe le Long et Eudes, duc de Bourgogne, ce dernier agissant au nom de sa nièce, en son nom propre et en celui de sa mère, avec laquelle il était tuteur ou curateur de cette nièce. Par ce traité le duc de Bourgogne renonce définitivement pour sa nièce aux droits qu'elle pouvait avoir sur les royaumes de France et de Navarre. Il renonce de plus, au nom de cet enfant et en faveur de Philippe le Long et de sa postérité masculine, aux droits qu'elle avait sur les comtés de Champagne et de Brie. Il s'engage à lui faire ratifier ce traité lorsqu'elle aura atteint l'âge de douze ans et à obtenir plus tard la même ratification de son mari. Ce mari sera, aux termes mêmes du traité Philippe d'Évreux ».
Le marquis de Roux (qui fut l'avocat de l'Action française et l'un des principaux militants orléanistes du XXe siècle) soutint que « Depuis Esaü, dont la Bible considère la renonciation à son droit d'aînesse comme très valable pour lui et ses descendants, l'Histoire est remplie d'actes de ce genre qui ont porté effet ». Aussi, selon le marquis : « Qu'un prince puisse légitimement renoncer à ses droits pour lui-même, ce n'est pas un instant douteux : la renonciation vaut en plus pour sa descendance si elle a pour but, soit de le soustraire aux obligations de son statut familial [mariage inégal, par exemple], soit de lui procurer un avantage incompatible avec son titre ». On relèvera que jamais le Parlement de Paris ne devait annuler les lettres patentes de Louis XIV admettant la renonciation de Philippe V d'Espagne à ses droits sur le trône de France pour lui-même et sa descendance.
À noter que, sous la Restauration, monarchie constitutionnelle, le roi Charles X abdiqua la couronne à la suite des Trois Glorieuses de 1830, puis son fils le dauphin Louis-Antoine renonça à ses droits sous la pression paternelle, en faveur de leur petit-fils et neveu (et plus proche parent) Henri, duc de Bordeaux, dit le comte de Chambord ; cet acte fut transcrit le 3 août sur le registre de l'état civil de la maison royale (aux archives de la Chambre des pairs) et inséré au Bulletin des lois du 5 août 1830 . Cette abdication fut toutefois contrainte par la force dans le cadre de la Révolution de juillet. Cet acte ne semble pas acceptable au regard des lois fondamentales qui prévoient que la couronne est indisponible.
Cependant, ces observations ne tiennent pas compte du caractère supérieur des lois fondamentales du royaume mis en exergue par Guy Augé. Ainsi, ce n'est pas parce qu'il est possible, en droit privé, de renoncer à ses droits que cela est autorisé pour ce qui concerne l’ordre de succession au trône de France, les successeurs aînés des Capétiens appelés à régner selon les règles de dévolution. Au demeurant, la règle de masculinité et d'exclusion des femmes et de leur descendance au trône ne requiert pas la conclusion d'un quelconque traité ou contrat pour s'appliquer, étant entendu que cette règle non écrite a été constatée au fil du temps. En d'autres termes, si aucun traité n'avait été conclu entre Philippe le Long et Eudes, duc de Bourgogne, pour exclure la nièce de ce dernier de l'ordre de succession, la règle coutumière non écrite l'en aurait empêche par ailleurs. En outre, en admettant qu'existe, en droit privé, la capacité pour un prince de renoncer à ses privilèges, subsiste la règle d'indisponibilité de la couronne issue des lois fondamentales qui exclut la possibilité pour le roi de modifier l'ordre de succession.

#### L'exclusion des princes étrangers et les controverses sur la portée de ce principe
« La très Chrétienne Maison de France, par sa noble constitution, est incapable d’être assujettie à une famille étrangère », estime l'évêque, prédicateur et écrivain Bossuet, en 1683, dans son Oraison funèbre de la reine Marie-Thérèse. Au moment de la mort de Charles IV, Philippe VI de Valois (dont le père, investi roi d'Aragon par le pape, n'y régna jamais), Capétien le plus proche par les mâles du défunt, succède au trône. Nicole Oresme, évêque de Lisieux et conseiller de Charles V, écrit que « Tous François sunt d’un lignage, car ils ont aucune similitude ou affinité ou proceineté naturele communelment. [...] Et donques le roy qui est pere de ses subjects [...] doit avoir [...] unité ou convenience de lignage, comme dit est. Par quoy il s’ensuit que ce est inconvenient et chose desnaturele ou hors nature que un homme soit roy d’un royalme et qu’il soit de estrange païs ». S'agissant ici de l'accession au trône de Philippe VI et de l'impossibilité pour les mâles issus des filles des rois de France de revendiquer la succession, Jean-Aimar Piganiol de La Force, conseiller du roi et écrivain, évoque dans son Introduction à la description de la France et au droit public de ce royaume l'application à la « succession au Trône » de l'adage latin Nemo plus iuris ad alium transferre potest quam ipse habet, ce « principe de droit commun [selon lequel] personne ne peut transporter à autrui un droit qu'il n'a point. ». Le roi Édouard III d'Angleterre (fils d'Isabelle, elle-même fille de Philippe IV le Bel), qui prétendait à la succession, n'est pas un Capétien, ni même le plus proche parent du défunt : si la succession au trône avait admis les mâles issus des filles des rois de France, Édouard n'était pas le mieux placé pour succéder à Charles IV, car Jeanne de France, fille aînée de Philippe V, avait un fils, Philippe de Bourgogne (né en 1323) — dont les droits éventuels auraient primé ceux d'Édouard —, et qu'allaient naître, en 1330 et en 1332, deux autres successeurs potentiels (le futur Louis II de Flandre, second petit-fils de Philippe V, et le futur Charles II de Navarre, petit-fils de Louis X). D'autre part, Édouard est roi d'Angleterre ; or, selon le continuateur du chroniqueur bénédictin Guillaume de Nangis, « ceux du Royaume de France ne pouvaient souffrir volontiers d'être soumis à la souveraineté des Anglais ». L'exclusion des princesses et de leur descendance avait pour raison première, comme on l'a vu, d'empêcher que le royaume de France ne puisse passer en des mains étrangères, ainsi que l'ont mis en relief Claude de Seyssel, le premier président de Thou, Pierre Laurent Buirette de Belloy ou encore le comte de Ségur dans son Histoire de France .
Le principe de l'exclusion des « prince ou princesse estrangers » de la succession au trône de France devait être solennellement réaffirmé dans le contexte des guerres de religion. Après la mort d'Henri III, son héritier selon la loi salique était le roi Henri III de Navarre, souverain d'un pays étranger mais de lignage français, Capétien (fils d'Antoine de Bourbon, descendant direct de saint Louis) et qualifié de premier prince du sang de France, où il vécut le plus souvent et où se trouvait l'essentiel de ses possessions. Mais, protestant, le monarque navarrais n'était pas accepté par les Ligueurs, qui voulaient abolir la loi salique et mettre sur le trône une Habsbourg espagnole catholique, l'infante Isabelle. Cette dernière était petite-fille du roi de France Henri II, mais par sa mère, Élisabeth de France, qui avait épousé le roi d'Espagne Philippe II. Le parlement de Paris rendra alors son célèbre arrêt Lemaistre, le 28 juin 1593, qui « annulle tous traités faits ou à faire qui appelleraient au trône de France un prince ou une princesse étrangère, comme contraire à la loi salique et autres lois fondamentales de l'état » et réaffirme avec force, en application desdites « loi salique et autres lois fondamentales de l'état », le principe de l'exclusion des princes étrangers du trône de France (ici, les Habsbourg mais aussi les Savoie, car la sœur cadette de l'infante Isabelle avait épousé le duc de Savoie, Charles-Emmanuel Ier, dont elle avait déjà six enfants) en même temps qu'il consacre la loi de catholicité. En effet, dans cet arrêt prononcé en séance plénière, les parlementaires rappellent par deux fois les conditions posées par les lois fondamentales pour déclarer le nouveau roi, qui doit être catholique et Français : « maintenir la religion catholique, apostolique et romaine et l'état et couronne de France, sous la protection d'un bon roi très chrestien, catholique et françois » et « Que les lois fondamentales de ce royaume soient gardées [...] pour la déclaration d'un roi Catholique et français [...] ; et qu'il y ait à employer l'autorité [...] pour empescher que sous prétexte de la religion, [la couronne] ne soit transférée en main étrangère contre les lois du royaume ». 
Il y a dans l'arrêt Lemaistre, estime l'universitaire Jean-François Noël, au-delà de l'appartenance au « sang royal » de France, une « claire exigence "française" de l'attendu ». Cette analyse n'est pas partagée par Guy Augé qui considère que l'arrêt Lemaistre a été pris pour empêcher la montée sur le trône de la fille de Philippe II, roi d'Espagne. Il indique que cet arrêt « récuse en effet les « princes étrangers », mais c’est pour favoriser la cause d’Henri de Navarre, souverain d’un « royaume étranger », et même étranger à la seconde génération eu égard à la « nationalité » ; seulement Henri de Navarre (futur Henri IV) était le plus proche « agnat » du dernier roi, il n’était donc pas « étranger au sang de France ». Au contraire, en face de lui, il y avait certes une infante d’Espagne, écartée par la loi salique, mais aussi les prétentions de Mayenne et de la faction des Guise, qui étaient parfaitement français au sens de la nationalité ; simplement, ces Français étaient « étrangers au sang de France » ».
En 1587, le magistrat Pierre de Belloy — selon lequel, pour succéder au trône, il faut être « bon françois et trèsfidèle subiet [sujet] de la Couronne de France » — affirme que « la rayson de la loy de France [...], laquelle exclut le sexe féminin de la succession de la couronne, n'est point fondée sur l'imbécillité et infirme condition du sexe, laquelle se trouve aussi trop souvent au sexe masculin : mais principallement pour empêcher qu'elle ne tombe en estrangère main, et que le royaume ne soit gouverné par un autre que par un François [...], et qui ait notable intérest et affection naturelle à la conservation de sa patrie ».
André Favyn, écrivain héraldiste, avocat au Parlement de Paris, conseiller du roi, dit dans le même sens que « la Noblesse de France [...] n’a jamais voulu recognoistre Prince Estranger pour son Roy; voire fust-il du Sang de France ». Cet auteur s'appuie sur un épisode de l'époque carolingienne, antérieur à la constitution des lois fondamentales : Arnulf de Carinthie, bâtard — les bâtards n'étaient pas alors inaptes à succéder — carolingien, devenu roi des Francs orientaux (puis empereur) après la déposition de son oncle Charles III le Gros, ne fut pas reconnu par la noblesse de Francie occidentale, qui lui préféra Eudes, comte d'Anjou (un Robertien, grand-oncle d'Hugues Capet). Pour Eudes de Mézeray, le principe même de l'exclusion des étrangers du trône de France a présidé à l'accession à la couronne de la dynastie capétienne : s'inscrivant dans la filiation de l'archevêque de Reims Adalbéron — qui devait sacrer Hugues Capet (fondateur de la troisième dynastie) et reprochait notamment à son compétiteur, le carolingien Charles de Lorraine, d'avoir « perdu la tête au point de s'être remis au service d'un roi étranger Otton II » —, « notre historien le plus lu du XVIIe siècle » écrit que Charles de Lorraine « s'estoit destitué luy-même en se rendant estranger ». Tout comme pour Macedo avant lui, selon lequel : « Charles s'étant dévoué aux Allemands, la France, qui n'a jamais pu souffrir le joug des étrangers, l'écarta de la royauté, la coutume fondamentale étant en cela de connivence avec  la nation et approuvant tacitement cette exclusion ».
Plusieurs Capétiens devinrent pourtant rois de France alors qu'ils étaient souverains d'un pays étranger au moment de leur accession au trône. Au cours de l'Histoire, trois rois de Navarre devaient, ainsi, recueillir la couronne de France. Au Moyen Âge,  Philippe IV le Bel, déjà roi consort de Navarre (c'est-à-dire du chef de sa femme, la reine régnante Jeanne Ire de Navarre, qui administrait seule ses États) et qualifié jusque-là de : « Philippe, fils aîné de roi de France, par la grace de Dieu, roi de Navarre ». Puis son fils Louis X le Hutin, déjà roi régnant de Navarre, où il n'avait eu l'autorisation paternelle de se rendre qu'en 1307 pour son couronnement, et qualifié de : « Louis, fils aîné de roi de France, par la grace de Dieu, roi de Navarre ». Et le premier souverain Bourbon, Henri IV (fils d'Antoine, lui-même roi consort de Navarre du chef de sa femme la reine Jeanne), déjà roi régnant de Navarre et, à l'instar de son père, premier prince du sang de France où il était né, avait vécu le plus souvent, comme on l'a vu, où se trouvait l'essentiel de ses possessions (principauté de Béarn, duchés d’Alençon, de Vendôme, comtés de Marle, La Fère et Soissons, duché d’Albret, vicomtés de Marsan, de Gabardan et de Tursan, comté de Foix, comté de Bigorre, vicomtés de Fezensac et des Quatre-Vallées, comté d’Armagnac et vicomté de Lomagne, comtés de Rodez et de Périgord et vicomté de Limoges) et où ce prince était pourvu de la charge de gouverneur de Guyenne et de Gascogne.
Cependant l'État navarrais, pense l'historien Jean-François Noël, était de toute façon un « pays officiellement associé et quasi incorporé à la France » — et le fut davantage encore après l'avènement d'Henri IV. Un des prédécesseurs d'Henri de Navarre,  François II, encore adolescent, était devenu quant à lui roi consort (c'est-à-dire du chef de sa femme Marie Stuart) d'Écosse, mais le jeune dauphin ne parut jamais dans le royaume de son épouse, elle-même alors domiciliée en France, jusqu'à son accession à la couronne de France. Son frère le futur Henri III (dernier souverain Valois), enfin, roi élu en 1573 de Pologne, avait vécu dans ce royaume, mais, nonobstant son séjour à l'étranger, avait obtenu du roi Charles IX des lettres patentes lui conservant, ainsi qu'à ses hoirs éventuels, ses droits au trône de France et la qualité de régnicole, et n'avait pas été privé de ses apanages d'Angoulême, d'Orléans, de Bourbon, d'Auvergne, de Forez, d'Agen et de Rouergue, jusqu'au  moment de revenir ceindre la couronne de France. Les lettres patentes de Charles IX bénéficièrent plus tard au duc d'Alençon, son dernier frère, partant à la conquête des Pays-Bas sous Henri III ; et de semblables lettres furent accordées au prince de Conti, candidat au trône viager de Pologne sous Louis XIV. Au contraire du duc d'Anjou (petit-fils de Louis XIV) : devenu en 1700 le roi régnant Philippe V d'Espagne, ce prince ne fut maintenu par lettres dans ses droits et qualité de régnicole que de 1700 à 1713 (jusqu'à leur révocation en vue des traités d'Utrecht), ne conserva pas son apanage d'Anjou (donné en 1710 au futur Louis XV) ni aucune charge en France (même si le titre de fils de France reçu à sa naissance fut toujours mentionné dans l'Almanach royal, par exemple dans celui de 1727 et dans celui de 1746) après son accession au trône d'Espagne, sa renonciation à ses droits sur la couronne de France et son établissement définitif dans son royaume — où naquirent ses enfants espagnols et où il devait mourir en 1746. Et l'abbé de Margon, de conclure dans ses Lettres publiées sous le pseudonyme de Filtz Moritz que, si par hypothèse Philippe V dépossédé de sa qualité de Français pour devenir un souverain étranger accédait au trône de France, « le Roi d'Espagne agirait un peu contre la Couronne et le Royaume de France, en rendant la France, une Province d'Espagne, comme cela arriverait s'il conservait les deux Couronnes » (Margon, cité par l'Anglais imaginaire de Brigault, p. 206-207).
Concernant l'application aux princes étrangers du droit d'aubaine, Philippe-Antoine Merlin de Douai, procureur général à la Cour de cassation, cite dans son Répertoire de jurisprudence le résumé fait par son collègue Lebret des incapacités — appelées vice de pérégrinité — frappant, par principe, les étrangers dans l'ancien droit : « Voyons quels sont les effets que produit le droit d'aubaine. Le premier est qu'il rend tous étrangers incapables de tenir des états, offices et des bénéfices dans [le] royaume. [...] Davantage, le même droit ôte encore à l'étranger le droit de disposer de ses biens par testament et le rend incapable de succéder à ses propres parents qui résident en France ». On citera aussi l'ordonnance de Louis XIV de 1669, montrant l'importance en cette matière du critère de l'« établissement stable et sans retour » : « Défendons à tous nos sujets de s'établir sans notre permission dans les pays étrangers, par mariages, acquisitions d'immeubles, transport de leurs familles et biens, pour y prendre établissement stable et sans retour, à peine de confiscation de corps et biens, et d'être réputés étrangers. » À un premier projet (de 1713) de lettres patentes pour l'enregistrement des renonciations de Philippe V à la couronne de France (et destinées à révoquer celles de 1700 lui conservant ses droits et la qualité de régnicole), ainsi rédigé : « la première qualité essentielle pour estre assis sur le Throsne de France et pour porter la [...] Couronne est la qualité de François, que la naissance [...] donne et que tous [...] sujets habitans en pays estrangers, leurs enfans lorsqu'ils y naissent, soit Princes [du] sang [de France], soit autres quels qu'ils soient, ne peuvent mesme recueillir la moindre succession dans nostre Royaume [en France] si ce défaut n'est corrigé par nos lettres », Henri François d'Aguesseau, procureur général au Parlement de Paris, avait fait les réserves suivantes : « On n'a point mis jusques à présent, dans la bouche de nos Roys, cette maxime qui suppose qu'un Prince est incapable de succéder à une couronne à laquelle la voix de la nature l'appelle parce qu'il est né ou qu'il demeure dans un pays estranger. On a bien prétendu que le droit d'aubaine devoit avoir lieu contre les souverains mesmes, lorsqu'ils vouloient recueillir une succession particulière ouverte dans ce Royaume et Mr Dupuy [le juriste et auteur Pierre Dupuy, neveu du président de Thou et conseiller d'État], qui a esté le grand deffenseur de cette opinion avec peu de succès dans la cause de Mr de Mantoüe, est luy-mesme forcé d'avouer que cette maxime [...] est née au plus tost sous le règne de Charles 8 » et « les maximes fondamentales de l'Estat et cette espèce de substitution perpétuelle qui appelle successivement les Princes du sang chacun dans leur ordre à la Couronne, valent bien des lettres de naturalité ». Ce magistrat craignait que, réciproquement, les « prétentions [des] Roys [de France] sur des couronnes estrangères » ne soient à l'avenir repoussées sur ce fondement. Il considérait aussi que les lettres dont avait bénéficié Henri III lui conservant ses droits et la qualité de régnicole étaient « de précaution et non pas de nécessité » — au contraire de l'Anglais imaginaire de Brigault (p. 205-206), selon lequel les princes expatriés bénéficiaires de telles lettres s'étaient ainsi « précautionnez pour ne point perdre le Droit, dont la qualité de Prince Etranger à l'égard de la France, les privait de plein droit et sans ressource, eux et leur Postérité ». Confirmant ce point de vue et celui de Pierre Dupuy, ou encore l'exposé de Bosquet (qui fait référence à Dupuy) dans son Dictionnaire raisonné des domaines et droits domaniaux, Jean-Baptiste Denisart, procureur au Grand Châtelet, fit dans sa Collection de décisions nouvelles et de notions relatives à la jurisprudence actuelle cette démonstration, en contradiction avec les observations du procureur général d'Aguesseau : « Le droit d'aubaine [...] s'étend jusques aux princes étrangers. La preuve s'en tire de l'exemple de plusieurs souverains de l'Europe, qui ont en différens tem obtenu des lettres de naturalité de nos Rois. » Ce jurisconsulte cite les cas suivants : René II, duc de Lorraine, et son fils Claude ; Laurent de Médicis et sa fille Catherine ; le duc de Mantoue et sa famille ; Guillaume, duc de Juliers ; Henri III, d'abord roi de Pologne (lettres dont il a été parlé plus haut et qui, dit Denisart tout comme Dupuy, permirent à ce prince et à ses hoirs éventuels de ne pas être « exclus de la couronne » de France) ; Philippe V (lettres révoquées en 1713, comme on l'a vu, à la suite de sa renonciation) ; Vincent Ier, duc de Mantoue, et ses deux fils, ainsi que Charles Ier de Mantoue. « Plusieurs arrêts ont d'ailleurs décidé, continue cet auteur, que les princes souverains étaient sujets au droit d'aubaine. » Et de mentionner les arrêts du 15 mars 1601 (cause perdue par le duc de Modène, qui se vit appliquer le droit d'aubaine, pour les duché de Chartres, terres de Gisors et Montargis), du 3 août 1651 (cause gagnée par Charles II de Mantoue « parce qu'il avait obtenu des lettres de naturalité », et qui put entrer en possession des duchés de Nivernais, de Mayenne et de Rethel), etc.

### Lestraités d'Utrecht (1713)

#### Origine et nature des traités d'Utrecht
Par un testament fait un mois avant sa mort, le roi d'Espagne Charles II avait désigné l'un des petits-fils de Louis XIV, Philippe, alors duc d'Anjou, comme son successeur sur le trône d'Espagne. Charles II mourant sans enfant, cette succession était attendue au regard des droits dynastiques des princesses espagnoles de la maison d'Autriche, et les cours européennes avaient déjà leurs prétendants. Le 16 novembre 1700, Louis XIV accepta le testament et reconnut son petit-fils comme roi d'Espagne.
Au mois de décembre 1700, Louis XIV fait enregistrer au Parlement de Paris des lettres patentes  qui conservent à Philippe V ses droits éventuels à la Couronne de France. Ces lettres patentes du roi qui disposent que le duc d'Anjou et sa descendance conservent leurs droits à la couronne de France sont enregistrées par le parlement de Paris le 1er février 1701.
Afin de ne pas être évincée de la succession, l'Autriche déclara la guerre à la France et à l'Espagne, suivie par l'Angleterre, effrayée par l'éventualité que l'Espagne et la France puissent avoir le même roi et former un super État (cette raison est l'un des fondements du sens du traité de paix) : ce fut la Guerre de Succession d'Espagne. En 1713, à la fin de cette guerre, Louis XIV et les autres nations avaient signé les Traités d'Utrecht qui reconnaissaient roi d'Espagne Philippe de France, son petit-fils, mais comprenaient également des renonciations réciproques, excluant Philippe V ainsi que ses descendants de la succession à la couronne de France, tandis que les Orléans, également successibles en Espagne (car descendants de l'infante Anne, mère du duc d'Orléans), renonçaient de leur côté à ce dernier trône.

#### Contexte historique des renonciations
En 1713, la France était épuisée par douze ans de guerre. Pour ne pas avoir à signer le traité franco-britannique, Louis XIV aurait dû soit continuer la guerre jusqu'à une victoire incontestée, soit renoncer au trône espagnol pour son petit-fils ; mais un Habsbourg d'Autriche y serait monté, et la France aurait été encerclée comme lors des luttes épuisantes contre Charles Quint, sous François Ier. Selon François Bluche, il signa un traité qu'il lui semblait possible de dénoncer ; ainsi il obtenait la paix dans le présent et pensait réserver l'avenir.
Le 15 mars 1713, dans le « procès-verbal du Conseil secret et de l'audience tenue sur les lettres closes du Roi par la Cour de Parlement garnie des Princes du sang ci des Pairs du Royaume, toutes chambres assemblées, pour enregistrer les lettres patentes qui autorisent en vue de la Paix la renonciation du Roi d'Espagne à la Couronne de France, celles du duc de Berry et du duc d'Orléans à la couronne d'Espagne », Louis XIV déclare : « [être] partagé entre les loix fondamentales de son État et son affection pour ses sujets fatigués d'une longue et cruelle guerre. [Il dit avoir] cherché inutilement à concilier ces vues différentes en proposant au Roi d'Espagne de renoncer à la Couronne qu'il possède et de se contenter des États qu'on lui céderait pour le dédommager du sacrifice qu'il faisait à sa patrie et au repos de l'Europe [...] Mais que la possession présente de la Couronne d'Espagne, la fidélité et l'amour des Espagnols l'ayant emporté sur toute autre considération dans le cœur de ce prince, la résolution qu'il a prise de préférer l'Espagne à la France n'a laissé à ce Royaume qu'un choix plus triste que difficile entre la continuation d'une longue guerre et une prompte paix dont la renonciation du Roi d'Espagne doit être le nœud. »
Les parlementaires « sentent toute la grandeur du prix qu'une Paix d'ailleurs si désirable va coûter à la France, que leur ministère les consacre absolument à la défense de cet ordre respectable par son ancienneté et plus respectable encore par sa sagesse qui, depuis tant de siècles, défère la couronne à un héritier unique et nécessaire, que leurs sentiments ont été d'abord suspendus entre le désir de la paix et la crainte de voir violer pour la première fois une loi à laquelle la France doit une nombreuse suite de roi et la plus longue monarchie dont on ait jamais vu d'exemple dans le monde. [Ils] n'ont pas crû même devoir renfermer ces mouvements dans le fond de leur cœur, qu'ils ont osé les porter jusqu'aux pieds du Trône et qu'ils en ont rapporté cette consolation que le Roi a bien voulu les instruire lui-même des efforts inutiles qu'il a faits pour donner à son Royaume une paix si nécessaire à un moindre prix : que c'est en entrant avec eux dans un détail si digne de sa bonté qu'il leur a fait connaître qu'il avait prévu tout ce qu'ils pouvaient représenter : qu'après avoir balancé dans une occasion si importante ce qu'il devait à sa couronne, au roi d'Espagne et à ses sujets, il avait cru, comme il s'en est expliqué par ses lettres patentes, que le salut de son peuple lui devait être plus cher que les droits du roi son petit-fils, qu'il n'y avait point pour lui de loi plus inviolable que son amour pour des peuples qui, par les efforts incroyables que leur zèle leur a fait faire au-delà même de leurs forces pour soutenir une si longue guerre, avaient mérité qu'il sacrifiât ce qu'il avait de plus cher à leur bonheur ».
Mais le jour même, le duc de Bourbon, Louis Henri de Bourbon, prince de Condé et prince du sang (huitième successible après le dauphin, le roi d'Espagne et ses deux fils, et les ducs de Berry, d'Orléans et de Chartres), proteste contre les lettres-patentes du roi et déclare qu'il n'approuve ni ne consent que de l'abandon par « Philippe V, des droits qui lui appartiennent par sa naissance, et de sa sortie et résidence actuelle hors du royaume, on puisse jamais pour quelque cause ou prétexte que ce soit, donner aucune atteinte aux lois fondamentales de l'état ; ni au droit et ordre successif des princes de la maison royale de France, qui doivent succéder à cette monarchie, chacun dans son rang et ordre d'aînesse ».

#### Renonciations
Philippe V déclare le 5 novembre 1712 :  « Pour plus grande stabilité et sûreté de ce qui est contenu en cette renonciation, et de ce qui est statué et promis de ma part, j’engage de nouveau ma foi et parole royale, et je jure solennellement sur les Évangiles contenus en ce missel, sur lequel je pose la main droite, que j’observerai, maintiendrai et accomplirai le présent écrit et acte de renonciation, tant pour moi que pour mes successeurs, héritiers et descendants, dans toutes les clauses qui y sont contenues suivant le sens le plus naturel, le plus littéral et le plus évident ; — que je n’ai pas demandé et ne demanderai pas à être relevé de ce serment, et que, si quelque personne le demandait, ou que si cette dispense m’était donnée, motu proprio, je ne m’en servirai ni ne m’en prévaudrai,.. et je passe cet acte devant le présent secrétaire de ce royaume, et je le signe ».
Et que : « De même que si moi et mes descendants n'eussions pas été nés et ne fussions pas venus au monde, parce que nous devons être tenus et réputés pour tels, afin que ni en ma personne ni en celle de mes descendants, on ne puisse considérer ni faire fondement de représentation active ou passive... Je veux et je consens pour moi-même et mes descendants que, dès à présent comme alors, ce droit de succession soit regard, et considéré comme passé et transféré au duc de Berry mon frère et à ses enfants et descendants mâles, et au défaut de ces lignes masculines au duc d'Orléans mon oncle et à ses enfants et descendants mâles... Je promets et engage ma foi et parole de roi que de ma part et de celle de mes dits enfants et descendants je procurerai l'observation et l'accomplissement de cet acte... et je le jure solennellement sur les Évangiles... ».
Réciproquement, le duc de Berry (son frère) et le duc d'Orléans (neveu du roi et futur régent) ont dû renoncer à leurs droits éventuels à la couronne d'Espagne pour eux-mêmes et leur postérité (tout comme les Habsbourg d'Autriche).
Enregistrées en Espagne le 3 décembre 1712 par les Cortes, puis en France le 15 mars 1713 par le Parlement de Paris, ces renonciations ont été annexées, quatre semaines plus tard, aux conventions d’Utrecht dont elles avaient permis la conclusion : toute possibilité d'union des royaumes de France et d'Espagne était écartée afin d'assurer la paix en Europe, et Philippe V se trouvait conforté sur son trône.
Louis XIV et Philippe V ont consenti sous la pression des coalisés en novembre 1712 à ces renonciations, même si celles-ci constituaient, selon Jacques Bernot, une violation du principe d’indisponibilité de la couronne de France. Lors de la séance d'enregistrement au Parlement de Paris, le 15 mars 1713, de l’acte de renonciation de Philippe V à la couronne de France, certains parlementaires vont marquer de fortes réserves s'agissant de l’enregistrement d’un acte jugé contraire aux lois fondamentales du royaume.
Par lettres patentes du 10 mars 1713, Louis XIV déclare admettre les renonciations réciproques du roi d'Espagne, du duc de Berry et du duc d'Orléans aux couronnes de France et d'Espagne et révoquer ses lettres précédentes du mois de décembre 1700, par lesquelles il déclarait conserver à Philippe V et à ses successeurs leurs droits à la Couronne de France. Louis XIV n'aura donc maintenu son petit-fils Philippe V par lettres patentes dans ses droits de dynaste français et qualité de régnicole que de 1700 à 1713.
En 1890, Alfred Baudrillart écrira que le 22 juin 1720, le monarque espagnol avait « renouvel[é] sa renonciation à la couronne de France ». Mais à cette date, par un acte signé au monastère royal de Saint-Laurent et qui fut incorporé dans le traité de Vienne de 1725 entre l'Espagne et l'Empire, Philippe V avait seulement évoqué les renonciations de 1712 et renoncé, cette fois, aux anciennes possessions de la monarchie espagnole situées en Italie et aux Pays-Bas.

#### Une renonciation controversée
Dans l'ordre international, la supériorité des traités d'Utrecht sur les règles de droit interne (même à caractère constitutionnel) paraissait ne pas faire de difficulté, si l'on se référait au principe Pacta sunt servanda. Mais, dans l'ordre interne français, on s'interrogea sur la compatibilité de la renonciation collective de l'ancêtre des Bourbons d'Espagne avec la loi d'indisponibilité de la couronne, théorisée par Jean de Terrevermeille. Le jurisconsulte et théoricien politique Jean Bodin avait écrit, dans Les Six Livres de la République : « Si un prince souverain a contracté en qualité de souverain, pour chose qui touche à l’estat, et au profit d’iceluy, les successeurs y sont tenus », mais « Quant aux loix qui concernent l'estat du Royaume, & de l'establissement d'iceluy, d'autant qu'elles sont annexees & unies avec la couronne, le Prince n'y peut deroger, comme est la loy Salique : & quoy qu'il face, tousjours le successeur peut casser ce qui aura esté fait au prejudice des loix Royales, & sur lesquelles est appuyé & fondé la majesté souveraine ». Selon Frederik Dhondt, c'était là « se [réfugier] dans la théorie de l’usufruit 
du monarque sur la Nation, lui ôtant la capacité de disposer de parties du royaume, même par traité. Ainsi, un Roi de France n’aurait pas pu obliger son successeur à respecter les obligations contractées par traité. » Et cet auteur de citer Gaspard Réal de Curban (1682-1752), qualifiant cette théorie, dans son ouvrage La Science du gouvernement, d' « erreur, qui vient de ce que ce Jurisconsulte [Jean Bodin] raisonnoit, dans une matière du Droit des Gens, sur les principes du Droit Civil qui n'y ont aucune application ». Dans De l'Esprit des lois, Montesquieu devait écrire que, « Si un grand État a pour héritier le possesseur d’un autre grand État, le premier peut fort bien l’exclure, parce qu’il est utile à tous les deux États que l’ordre de succession soit changé [...] Il est important que celui qui doit gouverner ne soit pas imbu de maximes étrangères ; elles conviennent moins que celles qui sont déjà établies ». Tandis que, dans son Siècle de Louis XIV, Voltaire remarquera qu'« On venait d'éprouver, par douze ans de guerre, combien de tels actes [les renonciations] lient peu les hommes. Il n'y a point encore de loi reconnue qui oblige les descendants à se priver du droit de régner, auquel auront renoncé les pères ». Et en Grande-Bretagne même, l'opposition whig à la Chambre des lords avait objecté à la reine Anne Ire en juin 1712, dans une protestation signée par vingt-cinq lords — parmi lesquels les ducs de Somerset (Charles Seymour), de Devonshire (William Cavendish), de Marlborough (John Churchill), de Richmond (Charles Lennox, cousin germain de la reine Anne) et de Montagu (John Montagu), et quatre évêques —, qu'une renonciation de Philippe V serait juridiquement nulle,.
Le Parlement de Paris — gardien des lois fondamentales selon l'avocat Hugues Trousset ou encore selon le juge Poulon — avait, certes, émis des réserves quant à l'enregistrement d'un acte d'abdication (en 1525) de François Ier alors en captivité à Pavie, en faveur de son fils aîné, mais le traité de Madrid de 1526 avait rendu cette renonciation inutile ; il avait finalement enregistré (et n'annulera jamais) les lettres patentes de Louis XIV admettant la renonciation de Philippe V. Et, quant aux autres cas dans l'Histoire de renonciations ou abdications — de Jeanne de France (fille de Louis X) au XIVe siècle, avant même la « redécouverte » de la loi salique, ; du roi Charles X puis de son fils le dauphin Louis-Antoine, à la suite des Trois Glorieuses de 1830 —, on renverra à la précédente section.
Philippe V ne reconnut cependant pas la validité d'une renonciation qu'il considérait comme signée sous la pression étrangère. En 1726, il ordonne au Parlement de Paris de le faire proclamer roi, « en cas de mort du roi de France son neveu, lui ordonnant comme successeur de la couronne par le droit de sa naissance et par les lois fondamentales de l'État, en attendant qu'il puisse aller prendre possession du royaume » : « Chers et bien amez, le cas étant arrivé, par la funeste mort du roi Louis XV notre neveu sans hoirs mâles, où la couronne de France nous est incontestablement dévolue par le droit de notre naissance et par les lois fondamentales de l'État, nous vous ordonnons de nous faire dès à présent proclamer roi et de donner les ordres nécessaires partout où il appartiendra pour nous faire reconnaître comme tel par toutes les provinces et tous les ordres de notre royaume, en attendant que nous en allions prendre possession en personne comme nous le ferons sans aucun délai, nous comptons entièrement sur votre fidélité pour nous et sur votre attention au bien du royaume ; que vous veillerez avec le plus grand soin à ce que rien ne trouble la tranquillité jusqu'à notre arrivée, et vous pouvez être assuré de votre côté de notre affection pour votre illustre corps, et que nous ferons toujours notre bonheur de celui de nos sujets. Sur ce, je prie Dieu, chers et amez, qu'il vous ait en sa sainte garde. » (Archives d'Alcala, ESt. I., 24260.) Le roi d'Espagne s'adresse de nouveau au parlement le 9 novembre 1728 : « mon intention, Messieurs, est de vous manifester que si, ce qu'à Dieu ne plaise, le Roi Louis XV, mon très cher frère et neveu, venait à décéder sans laisser de successeur issu de lui, je prétends jouir du droit que ma naissance me donne de lui succéder à la Couronne de France à laquelle je n'ai jamais pu valablement renoncer... Dès que j'apprendrai la mort du Roi de France... je partirai pour venir prendre possession du trône des rois, mes pères ».
D'après cette lettre du diplomate espagnol don Patricio Lawless, adressée à Philippe V le 14 juillet 1724, le duc de Bourbon, premier ministre du jeune Louis XV (lui-même arrière-petit-fils et successeur de Louis XIV), entendait, de son côté, employer « tout son crédit et son savoir-faire pour que Votre Majesté [Philippe V], en cas d'événement, soit appelée à la couronne de France » ; car, selon Lawless, il 
« n'est pas moins essentiel, pour le maintien de la religion dans sa pureté et pour le salut général de tout le royaume de France que Votre Majesté, en cas d'événement, rentre dans ses droits légitimes et naturels plutôt que de soutenir le parti d'une renonciation violente imposée par nos ennemis en faveur de la maison d'Orléans ».
D'autres auteurs ne croyaient pas que la renonciation de Philippe V lui avait été imposée : à la suite du Père Poisson (juriste du régent Philippe d'Orléans, qu'il redécouvrit), le cardinal Baudrillart, universitaire et historien, fit valoir, dans sa thèse de 1889 consacrée à Philippe V et la cour de France, que la renonciation du prince n'avait pas été sans compensation, puisqu'elle lui avait assuré la jouissance immédiate du trône d'Espagne, et que le testament de Charles II d'Espagne, accepté par Louis XIV et Philippe V, dans lequel ce dernier était désigné comme successeur du roi Charles, spécifiait que les couronnes de France et d'Espagne ne devaient jamais être réunies. Il fut aussi argué d'une modification des lois fondamentales, plus précisément du principe d'indisponibilité de la couronne, résultant de l'intégration de la renonciation de Philippe V à ces normes à caractère constitutionnel.

### Statuts des familles des prétendants sous la monarchie
À la mort de Louis XIV et pendant la minorité de Louis XV (unique fils survivant du petit-fils aîné du défunt souverain), la Régence (1715-1723) — traditionnellement exercée par la reine, mère du roi, ou, à défaut, par le plus proche parent mâle et légitime —, revint à Philippe, duc d'Orléans, neveu de Louis XIV. C'est aussi aux Orléans qu'échut la qualification de premiers princes du sang de France, de 1709 jusqu'à la fin de l'Ancien Régime et sous la Restauration.
Protocolairement, les infants d'Espagne (issus de Philippe V) étaient au XVIIIe siècle l'équivalent des fils de France, se voyant conférer l'ordre du Saint-Esprit ainsi que des fils de France — en application d'accords officiels en décembre 1707 entre Louis XIV et son petit-fils Philippe V. Le roi de France les reconnaissait comme des membres de la maison de Bourbon (ce que montrèrent les pactes de famille de 1733, 1743 et 1761), et les rois d'Espagne Charles IV puis Ferdinand VII furent successivement, selon la phrase de Louis XVI, « chef[s] de la seconde branche » de la Maison de Bourbon. Cependant, si l'Almanach royal continua de donner à Philippe V le titre de fils de France reçu à sa naissance après qu'il fut devenu roi d'Espagne et à la suite de sa renonciation au trône de France, ses enfants espagnols, et descendants ne devaient jamais être désignés dans ledit Almanach par les appellations des membres de la maison de France.
De son côté, le duc de Saint-Simon, dans son Extrait de toutes les promotions de l'ordre du Saint-Esprit, par rapport au rang ou aux prétentions nées ou possibles, à ce qu'on en aperçoit, range le roi d'Espagne, le prince des Asturies et les infants d'Espagne parmi les « rois et fils de France et princes du sang », et non au nombre des « princes de maisons souveraines étrangères ». En 1744, l'infant Philippe, cousin germain de Louis XV, fut appelé « Son Altesse Royale Monseigneur Dom Philippe, Infant d'Espagne, petit-fils de France », dans la relation qui fut faite de sa réception officielle à Lyon par le consulat (le prévôt des marchands et les échevins) de la ville. Et, en 1786, le généalogiste des ordres du roi, Edme-Joseph Berthier (1737-1796), dans un mémoire écrit à l'attention de Louis XVI, parle de l'infant Louis, prince héréditaire de Parme, en lui donnant le titre de prince du sang de France.
Sous la Restauration, pour finir, contrairement aux princes d'Orléans, les descendants de Philippe V ne furent pas membres de la Chambre des pairs, fonction à laquelle la qualité de prince du sang donnait droit. Pairs de France de droit, quant à eux, les membres de la maison d'Orléans et le duc de Bourbon (dernier des Condé) reçurent de 
Charles X, pour accroissement d'honneur, le prédicat d'altesse royale, comme les fils et petits-fils de France.

### Légitimisme, orléanisme et «fusionnisme» auXIXesiècle
En 1830, débordé par les Trois Glorieuses, Charles X, dernier roi de France, abdiqua la couronne, puis son fils, le dauphin Louis-Antoine, renonça à ses droits, en faveur de leur petit-fils et neveu (et plus proche parent) Henri, duc de Bordeaux, ainsi qu'il a déjà été dit. C'est toutefois leur cousin Louis-Philippe, duc d'Orléans (aîné des descendants du régent Philippe d'Orléans et fils de Philippe Égalité, qui avait voté la mort de son cousin Louis XVI), nommé lieutenant-général du royaume, qui devint le nouveau souverain en lieu et place des aînés des Bourbons, avec le titre de roi des Français (déjà porté par Louis XVI à la fin de son règne). De là la division entre les royalistes, légitimistes (partisans des Bourbons), d'une part, et orléanistes (partisans des Orléans), de l'autre. Louis-Philippe devait être renversé à son tour en 1848 : la monarchie de Juillet, parlementaire et libérale, se soldait par l'abdication du « roi bourgeois » en faveur de l'aîné de ses petits-fils, Philippe d'Orléans (1838-1894), comte de Paris, présenté comme « Louis-Philippe II », avant la IIe République.
Avec la mort, le 24 août 1883, d'Henri d'Artois, duc de Bordeaux, qui avait pris le titre de comte de Chambord, s'éteignait le rameau aîné de la branche aînée des Bourbons. L'aîné des Bourbons du rameau espagnol, l'ancien infant Jean, comte de Montizón, descendant direct de Philippe V (dont on a évoqué plus haut l'établissement en Espagne et la renonciation, pour lui-même et ses descendants, à ses droits sur le trône de France) devenait chef de la maison de Bourbon. L'héritier des prétentions orléanistes et plus proche collatéral français du défunt, le chef de la maison d'Orléans, Philippe, comte de Paris — dont les aïeux avaient bénéficié, à partir de 1709 jusqu'à la fin de l'Ancien Régime et sous la Restauration, de la qualification de premier prince du sang — se présenta, dès le 29 août, comme l'unique prétendant au trône royal de France et le nouveau chef de la maison de France.
Le comte de Chambord — qui avait rappelé dans son Manifeste du 25 octobre 1852 que « Pendant quatorze cents ans, seuls entre tous les peuples de l'Europe, les Français ont toujours eu à leur tête des princes de leur nation et de leur sang » — avait dit dès 1862 au vicomte Émile de La Besge, confirmant l'opinion de sa sœur la duchesse de Parme, ainsi que La Besge l'écrit dans ses souvenirs : « ce sont les princes d’Orléans qui sont mes héritiers légitimes ». Et, si, d'après Georges Poisson, il « ne reconnaîtra jamais le comte de Paris comme son héritier royal, observant une « absolue réserve » que ses représentants en France seront tenus de respecter », le chef de la Maison de France avait déclaré, dans une interview au journal Liberté du 1er mars 1872, au cours de laquelle fut abordée la question d'une fusion dynastique (préparée depuis 1871, selon le marquis Dreux-Brézé) entre les branches de Bourbon et d'Orléans : « La fusion, est-ce qu'elle n'existe pas ? Les princes d'Orléans sont mes fils ». Philippe d'Orléans, comte de Paris, avait aussi œuvré dans ce sens, peu avant l'affaire du drapeau blanc : d'après Camille de La Motte Ango (1836-1893), marquis de Flers, lors d'une visite à l'aîné des Bourbons le 3 août 1873, il lui avait dit : « Je viens en mon nom, et au nom de tous les membres de ma famille, vous présenter mes respectueux hommages, non seulement comme au chef de notre maison mais comme au représentant du principe monarchique en France » ; et toujours selon La Motte Ango, Henri d'Artois, embrassant d'Orléans, lui avait répondu : « Croyez que je trouve naturel que vous conserviez les opinions politiques dans lesquelles vous avez été élevé. L'héritier du trône peut avoir ses idées comme le roi les siennes ». Mais d'après Georges Poisson, cette phrase prêtée à Chambord « n'a certainement jamais été prononcée [et] a peut-être été fabriquée par les Orléans » ; cet auteur ajoute que d'Artois « croyait fermement que les aînés de la famille étaient les Bourbons d'Espagne, ce qu'ils étaient effectivement, et n'admettait pas le traité d'Utrecht : la couronne, don de Dieu, est indisponible, elle ne se négocie pas, elle vous échoit par primogéniture, et son titulaire ne peut en disposer à son gré ».
En tout état de cause, dans une lettre adressée au vicomte de Rodez-Bénavent, député de l'Hérault, et datée du 19 septembre 1873, le prétendant légitimiste parla bien d'un « grand acte » de « réconciliation » : « Quant à la réconciliation si loyalement accomplie dans la Maison de France, dites à ceux qui cherchent à dénaturer ce grand acte que tout ce qui s'est fait le 5 août a été bien fait dans l'unique but de rendre à la France son rang, et dans les plus chers intérêts de sa prospérité, de sa gloire et de sa grandeur. » L'aumônier du comte de Chambord, l'abbé Amédée Curé, rapporta une lettre du 19 mars 1872 qu'il reçut du comte de Cibeins, Léonor de Cholier, quelques jours après l'interview du prétendant au journal La Liberté, où Cholier écrivait : « Le Roi ne se prononçait pas sur la pensée de l'héritier, et j'avais compris pour mon compte que sans un Dauphin envoyé de Dieu, cet héritier était le Prince qui serait déclaré Duc d'Anjou, c'est-à-dire Don Carlos, ou Don Alphonse [deux Bourbons d'Espagne, fils du comte de Montizón], selon l'option de l'aîné entre les deux couronnes. Quelle a été mon indignation de voir un Busset usurper le droit de faire dire au Roi ce qu'il n'avait pas dit et trancher la question au profit du Comte de Paris ! Quel ridicule de jouer ainsi au Prince du sang, dans la position du Comte de B. Linières ! » ; et l'abbé dit que, la montrant à Henri d'Artois le 24 mars 1872, il lui tint ces propos : « Elle est parfaite cette lettre ; je la signerais d'un bout à l'autre ». Au contraire d'un autre proche de Chambord, Léonce Dubosc de Pesquidoux, qui rapporta, de son côté, dans Le Comte de Chambord d’après lui-même que le prince lui avait déclaré, quelques jours après son entrevue avec Paris : « Sachez que, moi mort, M. le comte de Paris, eut-il méconnu l'héritage, est quand même l'héritier. La légitimité l'enserrera et il sera aussi légitime que moi ». Finalement, par une lettre datée du 23 octobre 1873, le chef de la Maison de Bourbon avait réitéré sa fidélité au drapeau blanc, et l'Assemblée, majoritairement opposée à l'abandon du drapeau tricolore, se résigna à prolonger le mandat du maréchal de Mac-Mahon, président de la toute récente IIIe République.
Cependant, revendiquant un ferme attachement au droit dynastique issu des lois fondamentales, et peu encline à se ranger derrière le descendant du régicide Philippe Égalité et de l'« usurpateur » Louis-Philippe, une minorité de légitimistes soutint que la prétendance devait passer du comte de Chambord aux Bourbons d'Espagne, devenus les aînés des Capétiens légitimes. Considérant que la renonciation de Philippe V devait être regardée comme nulle — de même que quelques royalistes avaient considéré comme nulles l'abdication de Charles X et la renonciation de son fils en 1830, contrairement aux (majoritaires) légitimistes dits « henriquinquistes », qui soutinrent les droits d' « Henri V » dès 1830 (soit avant les décès de son grand-père et de son oncle « Louis XIX ») —, ces « Blancs d'Espagne », comme les appelleraient les autres royalistes, se rassemblèrent autour de l'aîné de ses descendants, Montizón, en faveur duquel le comte de Chambord ne s'était pas prononcé, « laissant le choix, d'après Georges Poisson, au peuple français lui-même, guidé par la Providence ». Derrière le représentant (neveu (de)) de l'empereur d'Autriche, cet ancien prétendant carliste au trône d’Espagne avait pris la tête du cortège funèbre de son beau-frère Henri V — que le duc de Parme, lui-même neveu du défunt, avait décidé de lui abandonner —, ceint du cordon bleu,, de l'ordre du Saint-Esprit remis par la comtesse de Chambord (sœur de la comtesse de Montizón), le 3 septembre 1883 à Gorizia. Le comte de Paris avait fait savoir, de son côté, que « Madame la Comtesse de Chambord [laquelle détestait les Orléans, qu'elle qualifiait de « vautours » selon Daniel de Montplaisir] ayant désiré que la cérémonie fût dirigée par les Princes étrangers, [il] ne se rendra[it] pas à Goritz. ». Le comte de Monti de Rézé affirma toutefois, dans ses souvenirs, qu'à la question que lui posait le comte de Damas, peu avant les obsèques de son époux : « Madame reconnaît bien le comte de Paris comme héritier légitime du comte de Chambord ? », sa veuve avait répondu : « Oui, certainement, cela je ne peux l'empêcher ». Tandis que l'abbé Curé, aumônier et confesseur d'Henri d'Artois, devait déclarer que Marie-Thérèse de Modène avait elle-même payé les frais d'impression d'un mémoire (écrit par l'avocat lillois Gustave Théry) défendant les droits au trône de France de son beau-frère, Jean de Bourbon.
Le surlendemain des obsèques d'Henri d'Artois, le journal Le Temps évoquait « un groupe d'intransigeants, qui déjà cherchent, parmi les parents du comte de Chambord, un prétendant à opposer à M. le comte de Paris ». Au nom d'« un sentiment de dignité nationale », le journal Le Drapeau blanc n'avait-il pas, du reste, martelé, dès le temps de la Restauration (le 6 mars 1820, soit trois semaines après que, le duc de Berry étant mort, la branche aînée se fut réduite à trois mâles dynastes : le roi, le comte d'Artois et le duc d'Angoulême), que « ce n'était pas à des Français à s'armer d'une clause [la renonciation de Philippe V] imposée par l'étranger, et dans son seul intérêt » ? Et Louis XVIII, soutenu (à tort) que la descendance de Philippe V restait française ?
Ces « conseillers intimes » de Chambord — le comte de Blacas (qui avait été chargé de relever les « instructions destinées à guider les représentants, en France, de Monsieur le Comte de Chambord »), le baron de Raincourt, le comte de Monti, le comte de Chevigné et le comte de Damas — firent savoir qu'ils « reconnaiss[aient] les droits de M. le comte de Paris à la succession de M. le comte de Chambord. », dans une lettre publiée par Le Figaro le 6 septembre 1883. Ne voulant pas être associés aux « Blancs d'Espagne » — sobriquet donné aux partisans des Bourbons espagnols par l'orléaniste Eugène Reynis le 2 janvier 1884, et qui fit florès — formant « la petite église » réunie autour de la veuve du prétendant dans sa résidence de Frohsdorf, ces monarchistes apportèrent « un démenti formel aux appréciations émises par le prétendu conseiller intime [du prince défunt], Maurice d'Andigné, qui n'a pu, en tout cas, que parler en son nom personnel » en prenant le parti du nouvel aîné des Bourbons.
Du côté des légitimistes non « fusionnistes » (dont Henri de Cathelineau, Alfred Huet du Pavillon, le comte de Sainte-Suzanne, Maurice de Junquières, Raoul de Scorraille, Charles-Louis du Verne, Urbain de Maillé de La Tour-Landry, Louis de Quatrebarbes, Paul de Foresta, Germain Guérin de La Houssaye, Hilaire Bernigaud de Chardonnet, Sébastien Laurentie, Guillaume Véran, Henri Baron de Montbel, Ludovic Clément de Blavette, Hilaire Parent de Curzon, Victor de Maumigny, Oscar Bévenot des Haussois, Arsène Le Gal de Kérangal, Victor Coquille...), qui se rallièrent à la nouvelle branche aînée des Bourbons, Joseph du Bourg (un des secrétaires du comte de Chambord) déclara le 16 octobre 1883 dans le journal Les Nouvelles que « la succession légitime au trône de France reposait sur les descendants du duc d'Anjou ». Et le comte de la Viefville écrivit le 20 novembre à son ami le comte de Touchimbert : « Bien que le Roi, mon maître bien-aimé, ne se soit jamais prononcé devant moi, ses réserves, son silence, m'ont souvent prouvé qu'il ne pensait pas autrement que nous sur cette question. Trente-deux ans de service m'avaient appris à le comprendre, même quand il ne disait rien. Je défie donc n'importe qui de me citer un mot du Roi affirmant le prétendu droit des d'Orléans. Bien plus, quelques jours avant sa fin, prévoyant tout, il a dit : « Je ne veux pas que mon cercueil serve de pont aux d'Orléans ». Quant au père Prosper Bole, confesseur du comte de Chambord, il devait relater que le prétendant lui avait dit ne pouvoir admettre sa « si fausse interprétation », selon laquelle « les princes d'Anjou [les Bourbons descendant de Philippe V], à cause des renonciations [annexées aux traités d'Utrecht], ne pouvaient régner en France ».
Une poignée de légitimistes, enfin, allaient se convertir au survivantisme, espérant une lignée royale cachée fondée par Louis XVII, qui se serait perpétuée dans l'ombre (une sorte de sébastianisme à la française) — en particulier au naundorffisme, du nom du prétendu Dauphin Karl-Wilhelm Naundorff.
Le marquis de Dreux-Brézé (1826-1904) — qui avait été, de 1872 jusqu'à la mort du comte de Chambord, l'intermédiaire entre le chef de la Maison de Bourbon et les comités royalistes dans 55 départements (plus de la moitié de la France), avant de se rallier au comte de Paris — devait évoquer la question en ces termes dans ses Notes et Souvenirs pour servir à l'histoire du parti royaliste publiés en 1899 : « Après la mort de Monsieur le Comte de Chambord, les royalistes, privés de leur chef, reconnurent presque immédiatement, fidèles en cela à leurs principes, les droits de tout temps, à mon avis incontestables, de Monsieur le Comte de Paris à la couronne de France. Quelques légitimistes, toutefois, s'essayèrent à contester ces mêmes droits et se refusèrent à conférer à Monsieur le Comte de Paris le titre d'héritier du Roi. En face de ce double fait et en raison du bruit qui se produisit durant quelques mois autour de cette opposition à la conduite, presque universelle du parti royaliste (je me sers à dessein du mot bruit car ces attaques n'eurent jamais de retentissement sérieux), je puis me regarder comme autorisé à intervenir, à mon tour ; il m'est permis de consigner ici, au moins pour les miens, mon sentiment sur l'opinion de Monseigneur à l'égard des droits de Monsieur le Comte de Paris et les motifs sur lesquels j'appuie ce sentiment. Monseigneur a toujours admis, telle est ma certitude, le droit de Monsieur le Comte de Paris à lui succéder sur le trône de France. Il fut toujours persuadé que la presque unanimité des légitimistes le considéreraient, après sa mort, comme son héritier. Représentant du droit monarchique, plaçant toute sa force en lui, appuyant sur lui son action, Monsieur le Comte de Chambord n'avait point à régler son héritage royal. Il a entendu le laisser après lui intact. De là son silence sur ce point spécial ; de là une erreur lorsque quelques-uns prétendirent voir, dans l'accueil fait par Monseigneur sur son lit de mort, à Monsieur le Comte de Paris, une sorte de sacre anticipé; mais de là aussi cette vérité, incontestable pour moi, qu'en recevant Monsieur le Comte de Paris comme il l'accueillit le 5 août 1873 et le 7 juillet 1883, Monseigneur avait en vue, comme Roi, l'avenir de la France et sa pacification intérieure. [...] Si, dans son esprit, le, droit à sa succession comme Roi de France avait reposé sur une autre tête que celle de Monsieur le Comte de Paris, Monsieur le Comte de Chambord, qui, plus que personne, connaissait les dispositions d'esprit de son parti, eût certainement combattu l'opinion qui, parmi les royalistes prévalait, dans la mesure dont nous parlions tout à l'heure, en faveur de ce prince. Il n'eût pas laissé s'enraciner une appréciation à ses yeux erronée ; il se fût refusé, avec la loyauté de son caractère, à prendre une part, même tacite au triomphe à venir de ce qu'il jugeait une usurpation ; il aurait cherché, par l'entremise de ses mandataires autorisés, à éclairer ses fidèles, à diriger leurs regards et leur dévouement vers le prince appelé à devenir leur Roi, ou, du moins, celui de leurs enfants. Eh bien, je l'affirme ici, intermédiaire de Monsieur le Comte de Chambord près des royalistes de cinquante-cinq départements de France, chargé de leur communiquer ses ordres, de les conduire sous sa direction, je n'ai jamais reçu, par conséquent je n'ai jamais eu à transmettre une seule instruction de Monseigneur me désignant un autre héritier de la couronne de France que Monsieur le Comte de Paris, ou même me faisant pressentir la possibilité d'une autre indication. Ces faits, ces constatations, ces souvenirs m'ont constamment guidé : c'est d'eux, en particulier, que je me suis inspiré durant les deux mois de juillet et d'août 1883, époque à laquelle tant d'initiatives m'étaient imposées et tant de responsabilités pesaient sur moi. Voilà ce que j'étais en droit d'affirmer dès 1884. » Et le marquis de fustiger cet « essai d'opposer au droit de Monsieur le Comte de Paris, une pensée intime de Monsieur le Comte de Chambord, pensée d'ailleurs présentée au public, pour la première fois, après la mort seulement de [ce dernier] ».
À l'inverse, l'abbé Amédée Curé écrirait en 1902, dans la revue L'Ami du clergé, que « non, [Henri d'Artois] ne [...] reconnaissait pas [de droits aux Orléans], il ne les avait jamais reconnus et même avait toujours défendu à ses partisans de les affirmer publiquement ». Selon son aumônier, le comte de Chambord était pour les Anjou, et « il n'en faisait pas mystère aux personnes qui partageaient cette manière de voir ».
Toujours est-il que, sous la bannière du chef de la Maison d'Orléans — devenu l'aîné des Capétiens légitimes de nationalité française — s'unit aux orléanistes la majorité des légitimistes dits « fusionnistes », qui admettaient le principe de la fusion dynastique, ou « Blancs d'Eu », ainsi que les qualifièrent leurs adversaires, d'après le nom de la ville (Eu) où se trouvait le château du prétendant.

### Prétentions des Orléans: orléanisme et «fusionnisme» après le comte de Chambord
Dès le 29 août 1883, à la suite de la mort de son cousin le comte de Chambord, le petit-fils de Louis-Philippe (et héritier des prétentions orléanistes), Philippe d'Orléans, comte de Paris, s'était présenté comme l'unique prétendant au trône de France. Comme on l'a vu, l'aîné des Capétiens légitimes de nationalité française devait rallier l'essentiel des légitimistes dits « fusionnistes » ou « Blancs d'Eu », pour lesquels le prétendant ne pouvait être un étranger, issu de la branche espagnole des Bourbons — dont l'ancêtre (Philippe V d'Espagne) avait renoncé à ses droits au trône de France pour lui-même et sa descendance après son établissement dans son royaume, en vue des traités d'Utrecht, et avait perdu sa qualité de Français.
Dans l'arrêt Lemaistre de 1593, les parlementaires avaient rappelé par deux fois, ainsi qu'il a été dit, les conditions posées par les lois fondamentales pour déclarer le nouveau roi, qui devait être catholique et Français : « maintenir la religion catholique, apostolique et romaine et l'état et couronne de France, sous la protection d'un bon roi très chrestien, catholique et françois » et « Que les lois fondamentales de ce royaume soient gardées [...] pour la déclaration d'un roi Catholique et français [...] ; et qu'il y ait à employer l'autorité [...] pour empescher que sous prétexte de la religion, [la couronne] ne soit transférée en main étrangère contre les lois du royaume ». Jean-Aimar Piganiol de La Force, quant à lui, avait évoqué, dans son Introduction à la description de la France et au droit public de ce royaume, l'application à la « succession au Trône » de l'adage latin Nemo plus iuris ad alium transferre potest quam ipse habet, ce « principe de droit commun [selon lequel] personne ne peut transporter à autrui un droit qu'il n'a point ».
De là cette condition pour être dynaste, mise en avant par les Orléans et leurs partisans : la transmission continue de la nécessaire qualité de français. Ou, autrement formulé par l'abbé de Margon dans ses Lettres publiées sous le pseudonyme de Filtz Moritz, : « Un Prince du Sang [expatrié] qui a perdu le droit de succéder à la Couronne, ne peut le transmettre à sa postérité.

#### Orléanisme et «Blancs d'Eu» après 1883
À la fin du siècle, les « Blancs d'Eu » tenaient en France le haut du pavé monarchiste. Il serait tout à fait inexact de les qualifier d'orléanistes au sens politique et idéologique : certes, les « Blancs d'Eu » soutenaient les droits dynastiques de Philippe d'Orléans, « Philippe VII » (et non plus « Louis-Philippe II »), comte de Paris, toutefois ces royalistes ne s'étaient absolument pas ralliés à l'orléanisme du XIXe siècle, c'est-à-dire au libéralisme politique à la française, et demeuraient d'authentiques traditionalistes et artisans du catholicisme social. René de La Tour du Pin, par exemple, qui avait été un éminent légitimiste, fut ensuite un authentique « Blanc d'Eu ». Dans le même mouvement, la plupart des orléanistes « idéologiques », derrière Thiers, se convertirent au républicanisme modéré à partir des années 1870.
Au reste, sans renier son grand-père Louis-Philippe, le comte de Paris avait entendu, comme on l'a vu, s'inscrire dans le sillage du comte de Chambord dès 1873, et non pas dans celui de la monarchie de Juillet (au grand dépit de ses oncles le duc d'Aumale et le prince de Joinville, derniers représentants de l'orléanisme dynastique et politique) ; il pouvait désormais compter sur le soutien sans faille des « Blancs d'Eu ».
Le luxe déployé, le 14 mai 1886 à l'hôtel de Matignon, à l'occasion de la célébration des fiançailles d'Amélie d'Orléans, fille du comte de Paris, avec le prince royal Charles de Portugal, héritier du trône de Portugal, allait tant faire craindre aux républicains la possibilité d'une restauration monarchique au bénéfice des Orléans que la chambre des députés devait adopter la loi dite loi d'exil : sous les IIIe et IVe Républiques, donc, cette législation, qui interdisait à tout membre de leurs familles de servir dans les armées françaises et d'exercer des fonctions publiques ou électives, poserait en outre une interdiction de séjour sur le sol français à l'égard des « chefs des familles ayant régné en France » et de leurs héritiers directs.

#### Orléanisme et Action française durant la première moitié duXXesiècle
L'apport de Charles Maurras et de l'Action française devait être décisif, de telle sorte qu'avant 1914 le royalisme français semblait être tout entier d'Action française, dans l'obédience du prétendant « Philippe VIII », duc d'Orléans (fils de « Philippe VII », comte de Paris). Le duc d'Orléans, prince exilé, très peu politique et grand voyageur, se déchargeait de ses obligations sur Charles Maurras et les siens.
Succéda au duc d'Orléans (décédé en 1926) son cousin le duc de Guise (« Jean III »). Aussi peu politique que son prédécesseur, ce prince ne fit pas montre de beaucoup d'initiative, ce qui laissait là encore la place libre à l'Action française. C'était sans compter sur le fils du duc de Guise, le nouveau comte de Paris, qui assuma peu à peu une fonction politique en lieu et place et au nom de son père, secouant le monopole maurrassien. D'où la rupture politique entre le comte de Paris et son père d'une part, et l'Action française de l'autre, en 1937, très durement ressentie par les « Blancs d'Eu » (et faisant d'ailleurs suite à la condamnation de l'Action française par le Saint-Siège, fulminée en 1926, mais levée en 1939).
La rupture politique entre les Orléans et l'Action française ne se traduisit pas, cependant, par une rupture d'ordre dynastique : Charles Maurras continua à soutenir les droits des Orléans, et ce jusqu'à sa mort.

#### La succession orléaniste depuis les années 60
« Henri VI », comte de Paris — qui devait laisser une part substantielle de sa fortune à intriguer, sans succès, pour une restauration des Orléans sur le trône — tenta aussi, à plusieurs reprises et contre les lois fondamentales, de modifier l'ordre successoral à l'intérieur de la Maison d'Orléans.
Ses fils Michel et Thibaut furent tour à tour exclus de la succession dynastique par le comte de Paris en 1967 et 1973. Il considérait, en effet, qu'un « prince de France » devait soumettre son projet de mariage au « chef de la Maison de France » ; faute de quoi, il était exclu. Le comte de Paris formalisa cette règle par l'« acte souverain » du 14 février 1967. Or, ni Michel, ni Thibaut, n'avaient demandé cet accord à leur père, ce dont ce dernier prit acte. Toutefois, en signe de réconciliation familiale mais non dynastique, le 10 décembre 1976, le comte de Paris accorda le titre de comte d’Évreux à son fils Michel, et celui de comte de La Marche à son fils Thibaut, avec la possibilité pour leurs épouses de porter le titre de leur mari. Un précédent mariage d'un prince d'Orléans n'avait pas reçu l'approbation du chef de maison (alors le duc de Guise) : il s'agissait de l'union de Charles-Philippe d'Orléans (1905-1970), duc de Nemours, avec l'américaine Marguerite Watson, mais le duc et la duchesse ne devaient pas avoir d'enfants,. Ces mariages ne sauraient être regardés comme morganatiques, cette notion étant absente du droit dynastique français.
Le 25 septembre 1981, Henri d'Orléans exclut son petit-fils aîné, François, du fait de son handicap ; c'était là encore une mesure exorbitante du droit dynastique français, puisque les lois fondamentales du royaume ne prévoyaient aucune exclusion des malades mentaux.
Plus tard, en 1984, le comte de Paris exclut également son fils aîné, Henri d'Orléans (alors comte de Clermont), de la succession, du fait de son divorce d'avec la princesse Marie-Thérèse de Wurtemberg et de son remariage civil avec Micaela Cousiño y Quiñones de León. Le prétendant à la couronne considérait en effet qu'en divorçant et en se remariant, son fils aîné avait transgressé le principe de catholicité et s'était donc exclu de lui-même de l'ordre successoral. Le comte de Clermont n'avait pas non plus demandé l'accord de son père pour se marier une seconde fois ; le comte de Paris visa donc l'acte de 1967, comme pour l'exclusion de Michel et Thibaut d'Orléans. En 1987 (année du millénaire capétien), au cours de festivités au château d'Amboise, le chef de la Maison d'Orléans proclama son petit-fils Jean d'Orléans, duc de Vendôme, héritier du trône de France à la place de son père, rétrogradé au rang de comte de Mortain, et de son frère aîné, le prince François d'Orléans, souffrant d'un lourd handicap mental. Le comte de Clermont refusa la modification de l'ordre successoral, considérant, comme il le dit pendant le journal télévisé le soir des cérémonies d'Amboise, que la demande de l'accord du « chef de la Maison de France » avant le mariage d'un membre de sa famille n'était qu'une politesse. Le comte de Clermont n'usa d'ailleurs jamais du titre de comte de Mortain, que son père lui avait octroyé.
À partir de 1990, les relations s'apaisèrent entre le comte de Paris et son fils aîné, réintégré par le chef de la Maison d'Orléans dans l'ordre de succession. La question du remariage de l'actuel prétendant, connu aujourd'hui comme le comte de Paris, duc de France, devait être définitivement réglée, des années plus tard, par l'annulation de son premier mariage religieux et ses secondes noces catholiques.
Devenu chef de maison à la mort de son père en 1999, le nouveau comte de Paris et duc de France (décédé en 2019) revint sur les exclusions prononcées par son père. Considérant que « nul n'a le pouvoir de modifier l'ordre dynastique et d'écarter de la succession un prince de sang royal de France sauf à accepter son abdication dûment signée », le prétendant réintégra dans l'ordre successoral son fils aîné le prince François et son frère le prince Michel d'Orléans ; acceptant a posteriori les mariages de ses frères, il y intégra également les descendants de Michel, ainsi que son neveu Robert (seul fils survivant du défunt Thibaut d'Orléans). « Henri VII » rangea la branche du prince Michel après celle du prince Jacques (pourtant son jumeau cadet) dans l'ordre de succession, et il est vrai que juristes et médecins ont beaucoup débattu, jadis, de l'application du droit d'aînesse aux frères jumeaux : parfois, on privilégia le premier né ; plus souvent, suivant la coutume populaire, la jurisprudence pencha pour le second, réputé le premier conçu.
Le 18 mai 2016, le comte de Paris, préparant sa succession, rappela via le magazine Point de vue qu'il reconnaissait comme son héritier à la tête de la « maison de France » son fils aîné, le comte de Clermont, et ce malgré son handicap, son exclusion étant contraire aux lois fondamentales. Il ajouta que François d'Orléans, lorsqu'il deviendrait chef de maison à sa mort, serait entouré d'un « conseil de régence » composé de son frère Jean d'Orléans, duc de Vendôme (déjà « régent du dauphin » depuis le 6 mars 2003), de son oncle Jacques d'Orléans, duc d'Orléans, de son cousin germain Charles-Louis d'Orléans, duc de Chartres, et de deux personnes issues de la société civile (dont le juriste Dominique Chagnollaud). Le prince Jean, par un communiqué daté du 1er août 2016, contesta les dispositions de son père et fit savoir qu'il serait le prochain « chef de la Maison de France » à la suite de son père. Il cita un « acte souverain » du défunt comte de Paris (1908-1999) daté du 25 septembre 1981, par lequel il excluait le prince François de la succession dynastique, sans possibilité d'y revenir.
Le 31 décembre 2017, le décès de François d'Orléans, sans descendance, a éteint cette dernière querelle dynastique : l'héritier présomptif de la prétendance depuis cette date, Jean d'Orléans, désigné comme dauphin de France, duc de Vendôme, est devenu, le 21 janvier 2019, le nouveau prétendant orléaniste au trône de France, succédant à son père. Le prince, qui devrait se présenter comme « Jean IV », est suivi, dans l'ordre orléaniste de succession au trône de France, par ses fils, le dauphin Gaston et Joseph, son frère Eudes et le fils de ce dernier, Pierre, puis par les autres descendants mâles de son grand-père paternel — seuls capétiens légitimes demeurés continûment français. À noter que le nouveau comte de Paris — titre dont il use depuis le 2 février 2019 — descend à la fois du second roi des Français Louis-Philippe (par son père et par sa mère, Marie-Thérèse de Wurtemberg) et du dernier roi de France Charles X (par sa mère).

#### La candidature des Orléans-Bragance à une éventuelle succession à la prétendance orléaniste — ou le prudent «pacte de famille» de 1909
Considérant que tout étranger (même capétien) était exclu de la succession au trône de France, les descendants des Orléans de nationalité étrangère furent, eux aussi, écartés de l'ordre orléaniste de succession : il s'agissait des Orléans-Galliera (issus du duc de Montpensier, espagnols en raison du mariage de Montpensier avec une infante d'Espagne, sœur de la reine Isabelle II) et des Orléans-Bragance (issus du comte d'Eu, brésiliens en raison du mariage du comte Gaston d'Eu avec la princesse héritière du Brésil).
C'est en 1909, sous la prétendance de Philippe, duc d'Orléans, que fut conclu l'accord familial entre Orléans appelé « pacte de famille ». Ce dernier sanctionna le vice de pérégrinité frappant les princes d'Orléans-Bragance, tout en prenant acte (donc sans l'approuver ni ne le désapprouver) de l'engagement solennel du comte d'Eu et de ses fils de « ne faire valoir de prétentions à la Couronne de France et à la position de Chef de la Maison de France qu'en cas d'extinction totale de toutes les branches princières françaises composant actuellement la Maison de France ». Le pacte réglait également les questions de préséances dans le cadre familial et privé de la maison d'Orléans.
Selon Alfred de Gramont dans son journal intime, la décision fut prise pour deux raisons : d'une part, pour apaiser des jalousies familiales visant à exclure le comte d'Eu et les princes d'Orléans-Bragance, alors qu'ils ne régnaient plus sur le Brésil, mais aussi sous l'influence nationaliste de l'Action française.
À noter que, au même titre que les Orléans et les Orléans-Galliera, les Orléans-Bragance, qui prétendent toujours au trône impérial du Brésil, figurent dans l'actuel ordre légitimiste de succession au trône de France (issu du légitimisme non « fusionniste », qu'on abordera dans la section suivante) — mais après les Bourbons.

### Prétentions des Bourbons: légitimisme non«fusionniste»après le comte de Chambord
À côté des « Blancs d'Eu », les légitimistes non « fusionnistes » — que leurs adversaires et la presse de l'époque appelèrent « Blancs d'Espagne », ou encore « Blancs d'Anjou » ou « Angevins » —, refusèrent, comme on l'a vu, de se rallier au comte de Paris, chef de la maison d'Orléans, celui-ci n'étant pas l'aîné des Capétiens légitimes, mais seulement d'une branche cadette, issue de Louis XIII. Ces légitimistes — considérant que la renonciation de Philippe V d'Espagne à ses droits sur le trône de France pour lui-même et sa descendance, après son établissement en Espagne et à la suite des traités d'Utrecht, devait être regardée comme nulle — allaient soutenir les prétentions à la succession au trône de France des nouvelles branches aînées successives de la dynastie, descendantes de Louis XIV par son deuxième petit-fils Philippe, duc d'Anjou devenu roi d'Espagne : d'abord celle dite « carliste » (qui prétendait à la couronne d'Espagne, dont elle avait été exclue en 1834 par Ferdinand VII au profit de sa fille Isabelle), puis, à l'extinction de cette dernière en 1936, celle dite « alphonsiste » (dont les chefs prétendirent aussi jusqu'à la fin des années 60 au trône d'Espagne, après la déposition d'Alphonse XIII en 1931).
Interviewé en juillet 1884 par le journaliste Fernand Xau, le légitimiste Maurice d'Andigné (directeur du Journal de Paris) avait déclaré que l'héritier du comte de Chambord était le prince Jean de Bourbon (« don Juan », comte de Montizón, aîné de la branche espagnole des Bourbons devenu le nouveau chef de toute la maison de Bourbon) : être légitimiste, disait-il, c'est « accepter la loi salique sans discussion. [...] Or, que dit la loi salique ? Que l'héritier du trône de France est le premier né. M. le comte de Paris est-il le premier né ? Certes non ! »
Parallèlement, à partir de 1894 et pendant une quinzaine d'années (puis résiduellement jusqu'aux années 30), un petit groupe (actif jusqu'à l'Après-Guerre) soutint les prétentions d'un prince d'une branche puînée (et descendante, elle aussi, de Philippe V), François de Bourbon (1853-1942), fils cadet de l'infant Henri de Bourbon, duc de Séville (un épisode parfois appelé « schisme sévillan »). D'autre part, à partir de 1936 et pendant une dizaine d'années, quelques-uns des anciens fidèles français de la branche carliste firent leur cour à Xavier de Bourbon, issu d'une branche plus éloignée (celle dite de Bourbon-Parme, toujours dans la postérité de Philippe V), qui faisait office de régent du carlisme espagnol et se présenta, parfois, comme héritier potentiel du trône de France, avant de reconnaître en 1946 le duc d'Anjou et de Ségovie comme chef de la maison de France.

#### La succession légitimiste de 1883 à 1936: la nouvelle branche aînée (dite«carliste») des Bourbons
Pour les légitimistes non fusionnistes, même si les traités (ici ceux d'Utrecht) étaient des normes juridiques supérieures aux lois fondamentales (à caractère constitutionnel), les conditions nécessaires aux renonciations seraient désormais caduques.
En effet, la renonciation de Philippe V à ses droits à la couronne de France, pour lui-même et sa descendance, annexée au traité, avait pour objet d'empêcher une fusion de la France et de l'Espagne : La sûreté et la liberté de l'Europe ne peuvent absolument pas souffrir que les couronnes de France et d'Espagne soient réunies sur la même tête. Le petit-fils de Louis XIV, Philippe, s'engageait donc à établir un équilibre entre les puissances en sorte qu'il ne puisse arriver que plusieurs soient réunies en une seule (…) pour éviter l'union de cette monarchie à celle de France (…) à des renonciations pour moi et mes descendants à la succession de la monarchie de France.
Or, en 1830, le roi d'Espagne Ferdinand VII désigne sa fille Isabelle pour lui succéder, sans tenir compte de son frère, l'infant Charles, qui se trouve être, à la mort du roi d'Espagne en 1833, l'aîné des Bourbons de la branche espagnole par primogéniture et collatéralité masculines. Mort en 1855, il est suivi de son fils aîné Charles de Bourbon, comte de Montemolín, puis à la mort sans postérité de ce dernier en 1861, de son second fils, Jean de Bourbon, comte de Montizón.
Aîné de la branche espagnole des Bourbons, ce dernier devient l'aîné des Capétiens à la mort du comte de Chambord en 1883. Le comte de Montizón ne régnant pas sur l'Espagne, le risque que les couronnes de France et d'Espagne soient réunies sur la même tête n'existe plus, et la pensée légitimiste considère qu'en admettant même que les stipulations d'Utrecht aient pu être valides en leur temps, les raisons pour lesquelles elles excluaient la descendance de Philippe V de la succession au trône de France ne sont alors plus réunies.
En janvier 1888, un mois après la mort de Jean de Bourbon (« Jean III »), le comte Maurice d'Andigné publie cette déclaration du prince dans le Journal de Paris : « Devenu le chef de la Maison de Bourbon par la mort de mon beau-frère et cousin M. le comte de Chambord, je déclare ne renoncer à aucun des droits au trône de France que je tiens de ma naissance. »
Le fils aîné de Jean de Bourbon, le duc de Madrid, Charles de Bourbon, prétendant carliste au trône d'Espagne et dauphin de France pour les légitimistes non fusionnistes, devient avec la mort de son père leur nouveau prétendant (« Charles XI »). On en revient donc à la situation qu'évoquait Louis XIV en 1698, quand il prévoyait que son fils le dauphin Louis, devienne roi d'Espagne en tant qu'héritier le plus direct de Charles II de Habsbourg : Vous établirez comme un principe certain, et qu'on no peut révoquer en doute, la validité des droits de mon fils, fondés sur le droit commun, sur les lois, particulièrement d'Espagne, et sur les coutumes de tous les États qui composent cette monarchie. Vous ferez voir que mon fils, étant le plus proche héritier, rien ne pourrait l'empêcher de prendre le titre de roi d'Espagne, de se servir de toutes mes forces pour recueillir cette grande succession. Succédant à son père en 1887 comme chef de la maison de Bourbon, le duc de Madrid inaugure alors une période qui va durer près d'un demi-siècle, pendant laquelle les prétendants légitimistes revendiqueront en même temps les trônes de France et d'Espagne : le traité d'Utrecht, ou au moins cette composante du traité qu'est la renonciation de Philippe V, est tenu pour nul par ces prétendants.
Succédant à son père en 1909, le fils du duc de Madrid, Jacques de Bourbon, duc d'Anjou et de Madrid (« Jacques Ier »), se déclare chef des maisons royales de France et d'Espagne : comme son ancêtre Philippe V, il tient la renonciation de celui-ci pour nulle et n'entend pas se laisser dicter par quelque puissance étrangère que ce soit une impossibilité d'union des couronnes française et espagnole.
La branche carliste s'éteint en 1936 avec la mort d'Alphonse-Charles de Bourbon, duc de San Jaime (« Charles XII »), oncle de Jacques de Bourbon.

#### La succession légitimiste depuis 1936: l'actuelle branche aînée (dite«alphonsiste») des Bourbons
À la mort du duc de San Jaime, le roi détrôné d'Espagne Alphonse XIII lui succède en qualité d'aîné des Capétiens (« Alphonse Ier ») par primogéniture et collatéralité masculines (son arrière-grand-père était l'infant François de Paule, plus jeune frère de Ferdinand VII). En 1931, il avait été fait chevalier de l'ordre du Saint-Esprit par « Jacques Ier », duc d'Anjou et de Madrid, qui lui avait déclaré : « Petit fils aîné de Louis XIV, petit-fils aîné de Philippe V je suis chef de la Maison de France, chef de la Maison d'Espagne. Après moi, mes droits saisissent mon oncle D. Alphonse qui n'a pas d'héritier direct ; après lui, qui est vieux, c'est toi qui es jeune. (…) Tu seras un jour chef de la Maison de France ; après toi ce sera ton fils aîné ». Discutant en 1940 avec un ambassadeur de France du régime de Vichy, et évoquant une hypothétique restauration de la monarchie en France, Alphonse XIII se désigne en disant : « Restauration, oui ; mais la bonne, la légitime ». L'ex-roi Alphonse, qui s'était déclaré chef de la maison de Bourbon (jefe de la Casa de Borbón, en sus dos ramas principales,) et avait pris les pleines armes de France,, meurt en 1941.
L'aîné des Capétiens devient alors son deuxième fils (et son aîné depuis 1938), Jacques-Henri de Bourbon (1908-1975), duc de Ségovie (qui sera ensuite duc d'Anjou et de Ségovie), « Henri VI ». Il avait sur l'ordre de son père renoncé à ses droits au trône d'Espagne le 21 juin 1933, et il confirme en 1945 cette renonciation non officielle, avant de la récuser et de revendiquer le trône d'Espagne à partir de 1949. Il accepte néanmoins (à la demande de son fils aîné Alphonse de Bourbon, le futur duc d'Anjou et de Cadix), le 19 juillet 1969, la désignation par le général Franco de son neveu Juan Carlos de Bourbon (le futur Juan Carlos Ier) comme prince d'Espagne et futur roi — désignation adoubée par la présence des deux fils du duc d'Anjou le 23 juillet 1969, à la cérémonie d'intronisation du prince d'Espagne par le général Franco (le fils aîné, Alphonse de Bourbon, allant jusqu'à signer l'acte d'intronisation de son cousin germain Juan Carlos, comme le fait également l'infant Louis-Alphonse (es), cousin germain de Jacques-Henri de Bourbon). C'est donc le rameau cadet des Bourbons d'Espagne, en la personne de Juan Carlos puis de son fils Felipe, qui règne sur l'Espagne depuis 1975.
Depuis le 29 septembre 1936, donc, une partie des royalistes français soutient cette branche, devenue aînée des Bourbons, et devenue française par le mariage de Jacques-Henri de Bourbon avec Emmanuelle de Dampierre (dont le trisaïeul mâle, le marquis Aymar de Dampierre, était pair de France). Depuis la mort prématurée de leur fils aîné (« Alphonse II ») en 1989, ces légitimistes reconnaissent comme héritier du trône leur petit-fils Louis (né de l'union d'Alphonse de Bourbon avec Carmen Martínez-Bordiú, duchesse de Franco). Comme son père, ce dernier est libre de tout engagement espagnol : toute fusion franco-espagnole ne pouvant plus avoir lieu, les raisons invoquées pour justifier la renonciation de Philippe V au trône de France n'existent plus, selon le raisonnement des légitimistes.
L'aîné des fils jumeaux de l'actuel prétendant « Louis XX », désigné comme dauphin de France (et son héritier présomptif), s'appelle également Louis de Bourbon. Après l'aîné des capétiens légitimes et ses trois fils viennent, dans l'ordre légitimiste de succession au trône de France, l'ancien roi Juan Carlos Ier et son fils aîné, l'actuel roi d'Espagne Felipe VI, suivis du duc de Séville François de Bourbon.

#### Autres candidatures à la succession légitimiste
- Prétentions de François de Bourbon-Séville à partir de 1894

Après la mort sans descendance mâle de son frère aîné le duc de Séville en 1894, François de Bourbon (1853-1942) prend le titre de courtoisie de duc d'Anjou et se proclame héritier du trône de France, revendiquant la succession légitimiste. En effet, selon le prince François, la branche aînée carliste et la branche cadette alphonsiste ne sauraient avoir succédé ou pouvoir succéder au « comte de Chambord » (mort sans descendance en 1883), car ces deux branches, soit prétendent au trône d'Espagne, soit occupent ce trône. Par conséquent, la succession légitimiste devrait, selon lui, échoir à la troisième branche, dont il est l'aîné depuis la mort de son frère le duc de Séville.
Naît autour du prince un mouvement appelé « sévillaniste », qui constitue en 1903 un Comité national du grand parti royal de France et dispose d'une presse : La Royauté Nationale (1903-1904), ou encore l'Union Nouvelle (1904-1909). En 1921, François de Bourbon proteste par une lettre au journal espagnol La Época (es), qui a donné au duc d'Orléans (auquel François de Bourbon avait fait un procès en 1897) le qualificatif de « chef actuel de la maison de France ». Le secrétaire de François de Bourbon, M. Girardot, anime une Société d'études d'histoire légitimiste. Puis, en 1936-1937, la nouvelle mouture du journal Le Drapeau blanc — dirigée par André Yvert (1894-1973) et Yves de Mortagne — semble, selon Guy Augé, avoir été en partie financée par un Bourbon de la branche des ducs de Séville.
Pour rappel, les Bourbons dits de Séville figurent dans l'actuel ordre légitimiste de succession au trône de France, mais après le rameau dit alphonsiste (abordé dans le paragraphe précédent) et avant celui dit des Deux-Siciles.
- Candidature de Xavier de Bourbon-Parme de 1936 à 1946

Un autre prétendant à la succession des carlistes, issu de la branche dite de Bourbon-Parme (branche qui avait régné jusqu'en 1859 sur le duché de Parme), revendiqua la couronne d'Espagne tout en se présentant, parfois, comme héritier potentiel du trône de France : Xavier de Bourbon, « régent » de la Communion traditionaliste carliste de 1936 à 1975 (et neveu de la duchesse de San Jaime et cousin éloigné — au 12e degré  en ligne masculine — du duc de San Jaime, dernier prétendant carliste incontesté), dont Chantal de Badts de Cugnac et Guy Coutant de Saisseval dirent : « le prince Xavier [...] s'affirm[a] [...] comme l'héritier des rois de France et le représentant de la Maison royale de France, adressant des messages aux Français. Ses partisans, dont certains devinrent plus tard ceux du duc de Cadix, ne semblèrent pas surpris que le prétendant au trône de France appartienne à une Maison étrangère (Parme) ni qu'il soit, en même temps, prétendant au trône d'Espagne » (c'est ce qu'Hervé Pinoteau a appelé la « dérive xaviériste », de certains légitimistes après 1936) ; il reconnut toutefois à partir de 1946, le duc d'Anjou et de Ségovie comme prétendant légitime pour la France, se proclama roi d'Espagne en 1952, puis abdiqua ses prétentions espagnoles en 1975.
Son fils cadet, Sixte-Henri, sera mis en avant en 1987 comme prétendant potentiel au trône de France par Marcel Chéreil de La Rivière (1918-2007), avec son mouvement France et royauté. Néanmoins, dans une interview en 2014, Sixte-Henri de Bourbon, au nom d'un « principe de non interruptibilité de la monarchie » qu'il fait remonter aux Carolingiens, rejette toute prétention légitimiste au trône de France :
« Dès le moment où il y a une interruption, il n'y a plus de candidats [au trône] plus légitimes que d'autres »,
déclare le prince.
À noter que les Bourbons dits de Parme, qui prétendent toujours au trône ducal de Parme et dont certains règnent aujourd'hui sur le grand-duché du Luxembourg, figurent aussi dans l'actuel ordre légitimiste de succession au trône de France — mais après le rameau dit alphonsiste, celui dit de Séville (précédemment abordés) et celui dit des Deux-Siciles — et avant la branche d'Orléans, dont on a vu plus haut les prétentions.

### Procédures judiciaires concernant lesnom,titreetarmes

#### Litige de 1897 sur le port des armes pleines de France
En 1897, François de Bourbon, chef du troisième rameau (de Séville) de la branche espagnole des Bourbons et prétendant à la succession légitimiste, intente auprès du tribunal de la Seine un procès contre Philippe d'Orléans (le prétendant orléaniste), pour lui faire interdire le port des pleines armes de France. Le prince François n'obtient pas gain de cause,, mais selon l'historien du droit Guy Augé, s'il « perdit son procès, [...] le gagnant moral parut être beaucoup moins le Duc d'Orléans que Don Carlos » (c'est-à-dire le duc de Madrid). Celui-ci intervient tardivement, dans ce procès pour faire valoir ses droits, par un mémoire, déposé par son avocat, Me Rivière. Le tribunal n'a pas le temps d'examiner les arguments du prétendant carliste et légitimiste, et déboute son cousin issu de germain, le prince François de Bourbon, au motif que les armes de France auraient, selon le tribunal, été abolies avec la royauté (il en sera jugé autrement en 1988 et 1989) et qu'au surplus, le prince François n'est pas l'aîné de la famille (« le duc de Madrid le prime dans l'ordre collatéral », souligne le tribunal).

#### Litige de 1987 sur le port des armes pleines de France et du titre de duc d'Anjou
En 1987, Henri d'Orléans, comte de Clermont, fils aîné du comte de Paris, a engagé une action judiciaire, afin de faire interdire à Alphonse de Bourbon (1936-1989), alors chef de la branche aînée de la maison de Bourbon, de porter les armes pleines de France, arguant que les Bourbons se servaient d'un « symbole de la France » à son préjudice.
Nota bene : les armoiries étant des accessoires du nom de famille en droit civil français, un tribunal de la France républicaine est parfaitement habilité à juger d'une usurpation de cet accessoire, mais ce même tribunal est évidemment incompétent pour juger de la querelle dynastique.
Henri d'Orléans a été débouté de sa demande par décision du TGI Paris du 21.12.1988.
Précautions du tribunal :
- le tribunal rappelle que les armoiries en question ne sont plus que des emblèmes privés et non un symbole de la France, comme les qualifiait le conseil d'Henri d'Orléans ;
- le tribunal se reconnaît compétent sur le litige héraldique ;
- le tribunal précise qu'il n'a pas compétence, en revanche, pour arbitrer la querelle dynastique : « Attendu qu'il n'appartient pas à une juridiction de la République d'arbitrer la rivalité dynastique qui sous-tend en réalité cette querelle héraldique ».

Le tribunal reconnaît :
- l'appartenance de ces armes à la Maison de Bourbon, dont les princes de la Maison d'Orléans forment la branche cadette ;
- que, selon les anciennes coutumes, l'usage de ces armes était réservé aux aînés, alors que les cadets devaient y ajouter un lambel ;
- que les Bourbons d'Espagne les ont portées pleines (sans brisure) depuis la fin du XIXe siècle, sans que les Orléans protestent ;
- que le premier comte de Paris en a fait de même et au même moment, à la suite du décès du comte de Chambord ;
- qu'Henri d'Orléans n'a pu apporter la preuve qu'il ait subi un préjudice : il ne justifie pas d'un intérêt à faire interdire le port de ces armoiries aux Bourbons d'Espagne.

Henri d'Orléans fait appel le 17 janvier 1989, suivi le 24 janvier par Sixte-Henri de Bourbon-Parme ; le duc de Castro (représentant du rameau de Bourbon des Deux-Siciles), également partie, ne les imite pas. La décision du tribunal sera confirmée par la cour d'appel de Paris, le 22 novembre 1989 (appel de TGI Paris 21.12.1988 ; D.90, I.R. 4 ; JCP 90.II.21460 ; GP 08.03.1990).
À noter que, moins d'une décennie plus tard, dans une affaire qui ne concernait cette fois que les Orléans (vente publique d'objets mobiliers) et non les Bourbons, la Cour de cassation n'a pas cru utile de prendre les mêmes précautions de forme que le tribunal de grande instance de Paris, relativement à la « querelle de succession » : dans son arrêt du 29 mars 1995, la juridiction suprême parle ainsi du « comte de Paris » et de « la succession de Jean III, Duc de Guise, chef de la Maison de France », désignant Jean d'Orléans et son fils par leur titre de courtoisie, sans naturellement que cela entraîne une reconnaissance juridique de ces titres par la cour, s'agissant de titres non authentifiables par le Sceau de France, et ne pouvant donc faire l'objet d'un arrêté d'investiture par le ministre de la Justice.
De son côté, le roi d’armes espagnol Vicente de Cadenas y Vicent devait suggérer qu'Alphonse de Bourbon prenne pour armes : d’azur à trois fleurs de lis d’or, à la bordure de gueules, qui est d'Anjou ; sur-le-tout, d’azur à trois fleurs de lis d’or, qui est de France moderne.

#### Procédures concernant le port du nom de Bourbon (années 2000)
Henri d'Orléans a demandé à substituer à son nom patronymique d'Orléans celui de de Bourbon, souhaitant revenir au patronyme de son ancêtre direct le roi Henri IV. Cette requête a été rejetée le 29 mars 2000 par le tribunal de grande instance de Paris, refus confirmé le 1er février 2001 par un arrêt de la 1re chambre de la Cour d'appel de Paris, arrêt entériné le 30 septembre 2003 par la Cour de cassation,.

#### Litige concernant l'usage du nom de domaine "comte de Paris" et l'imitation des pleines armes de France sur un site internet
Sur la demande d’Henri d’Orléans, le Tribunal de grande instance de Paris par ordonnance de référé du 5 janvier 2009 a fait provisoirement interdiction à un particulier d'user de la dénomination "comte de Paris" à titre de nom de domaine ainsi que de l'imitation des pleines armes de France, et ordonné de faire procéder au blocage  du nom de domaine "comtedeparis.fr" en le rendant inopérant par sa suppression du Système de Noms de Domaine.

## Candidature bonapartiste au trône et querelles internes à la maison impériale

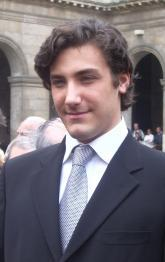
Le prince Napoléon.

La descendance légitime directe de Napoléon Bonaparte, premier empereur des Français (et roi d'Italie) sous le nom de Napoléon Ier jusqu'en 1815, s'est éteinte avec la mort, en 1832, de son fils, le roi de Rome, devenu duc de Reischtadt et théorique « Napoléon II ».
Les frères de Napoléon Ier, Joseph (ancien roi d'Espagne, sans descendance mâle) puis son cadet Louis (ancien roi de Hollande), ont donc été successivement ses héritiers — Lucien et sa descendance ayant toujours été exclus.
À la mort de Louis en 1846, son fils Louis-Napoléon, le futur Napoléon III, lui a succédé comme prétendant bonapartiste. Unique président de la Deuxième République, il devait parvenir à rétablir l'Empire. Déchu en 1870, l'empereur Napoléon III est mort en 1873, suivi par son fils, le prince impérial (« Napoléon IV »), décédé prématurément en 1879 (sans descendance). La branche issue de Jérôme, dernier frère de Napoléon Ier (et ancien roi de Westphalie), est donc devenue la branche aînée des Bonaparte depuis cette date.
Une première querelle de succession a opposé le prince Napoléon (Jérôme) (fils du défunt roi Jérôme) à son propre fils Victor Napoléon (« Napoléon V »), que les bonapartiste lui préféraient et qui avait été désigné comme son successeur par le prince impérial par testament. À la mort du prince Napoléon (Jérôme), la querelle s'est éteinte.
Le 27 mai 1996, le prince Louis (« Napoléon VI », décédé le 3 mai 1997), qui avait succédé à son père Victor, a désigné par testament son petit-fils Jean-Christophe Napoléon pour prendre la tête de la maison impériale, à la place de son fils Charles. L'avocat Jean-Marc Varaut, à titre d'exécuteur testamentaire, a révélé ce testament politique le 2 décembre 1997. Charles Bonaparte, en précisant que ses convictions républicaines le rendaient étranger à cette — seconde — lutte dynastique, a cependant contesté les dispositions testamentaires de son père.
Jean-Christophe, prince Napoléon, présenté comme « Napoléon VII », assume aujourd'hui la candidature bonapartiste au trône, suivi de son fils Louis-Napoléon, né le 7 décembre 2022. À noter que les Bonaparte descendent en ligne féminine (depuis trois générations) du roi des Français Louis-Philippe Ier, et donc de la dynastie capétienne (dont le prince Jean-Christophe est également issu par sa mère, membre de la maison de Bourbon-Siciles).